# 宮沢ちはる
宮沢 ちはる（みやざわ ちはる、1996年5月12日-）は、日本の元AV女優。

## 略歴
2016年12月にAVデビュー。
2019年2月11日、宮沢ちはる・原さくら・富永舞によるアイドルユニット「@ふぇちる」が結成され、AV女優によるフェチに特化したユニットで宮沢は鎖骨担当。
同年10月28日、AV女優によるアイドルグループ・マシュマロ3d+の研究生「マシュマロ3d+ teamメレンゲ」のメンバーとなる。
2020年12月7日発売「初解禁！ アナルの深淵へ誘う悪魔の指 宮沢ちはる」では神納花がADとして参加。初プレイ後に気持ちよくて泣いてしまった。
2020年12月17日、『ゲオTV×メンズサイゾー セクシーパネルクイズ～ドアップ25～私は誰でしょう？』WEB投票でセクシーEYE女優賞を受賞。
2021年10月3日、研修生から「マシュマロ3d+」に昇格。
2021年11月30日、パラダイスTVの推薦を受け、スカパー!アダルト放送大賞・Valuable Actress of Paradise TVに選出。
2022年1月29日、東京・レフカダ新宿で行われた「MCOS presentsコスプレファッションショー2022新春」にモデルとして出演。3月26日、東京・レフカダ新宿で「宮沢ちはる『スカパー！アダルト放送大賞2022』」お疲れ様会」を開催。
2022年12月20日、『スカパー!アダルト放送大賞2023』新EXガールズオーディションにノミネート。
2023年1月11日、本年いっぱいでの現役引退を発表。2023年3月には審査員推薦により新EXガールズメンバとなる。役作りのため5月より一定期間、「ギャル期間」と称して髪をピンク髪する。5月21日、東京・レフカダ新宿にてラスト生誕祭を開催。
2023年7月26日、マシュマロ3d+公式アカウントがグループの解散を発表。ながらくクルーズグループ所属であったが、同年8月に前任担当マネージャーのいるNAXプロモーションへの事務所移籍を発表。
同年11月22日、Niaと東京・レフカダ新宿で2022年5月14日から継続していたイベントの最終回「＃ちはNia最終回」を開催。また12月30日には、東京・レフカダ新宿で引退イベント「宮沢ちはる引退ロード最終章」を開催した。

## 人物
女子校生から人妻まで幅広い役柄で出演。「アダルトVR女王」の異名も持つ。
2020年8月、アダルトビデオ芸人リボルバー・ヘッドから最高レベルの騎乗位を駆使していると紹介され、「タワーハッカー騎乗位」と名付けられた。
キャリア的に後輩にあたるNiaとはスカパー!アダルト放送大賞を通じて友人となり、2022年より定期的にトークライブ「＃ちはめる」→「＃ちはNia」を開催していた。出会った当初は別事務所であったが、時期はズレるもののともに事務所移籍を経て、トークライブ最終回では同じNAX所属となった。

## 出演作品

### アダルトビデオ -DVD-
- 新・素人娘、お貸しします。 VOL.62（3月3日、プレステージ）
- ひたすら顔射 ひたすらシリーズ No.018（4月14日、プレステージ）
- マジックミラー号 チアガール姿のきゅ〜とな女子大生が濃厚キスで中年男性を応援! ヨダレ滴るほどに絡み合うベロで感じる女の子は元気になり過ぎたおじさんチ○ポも受け入れちゃう! in池袋（4月20日、SODクリエイト）※「ちえこ」名義
- 超絶カワイイ! 新人発掘しました!! 白い歯と笑顔がキュートな現役栄養士 野菜を見るとエッチな妄想が止まりません…。 精力の付く料理、精子の栄養素が気になる真面目でエッチな女子がAV出演（5月3日、SODクリエイト）※「ちか」名義
- 「ボクの妹は…そんなはずない…」 清楚で可憐な家族思いで自慢の実妹の知りたくなかったプライベート動画をボクは見た!（5月7日、ゴールデンタイム）
- マジックミラー便 都内有数の名門大学に通う高学歴女子大生 生まれて初めての公開オナニー編 vol.03 「あなたの“いつものオナニー”を見せてください!」 人前なのにインテリオナニーに没頭し火照ってしまったオマ○コはデカチ○ポが欲しくてたまらない!!（5月19日、DEEP'S）※「みちよ」名義
- マジックミラーの向こうには上司! おもちゃメーカー勤務の美人女子社員と同僚が上司に内緒で大人のおもちゃを体験モニター!? グリグリ極太バイブ&乳首ローターの快感にイキまくり!興奮した女子社員は同僚チ○ポをヌルッと挿入…!? SEXまでできたら賞金100万円!（5月19日、DOC）
- 「お願い!1回だけやらせて!!」 エッチな事で頭がいっぱいで何をやっても手に付かないのは「あの子のせいだ!!」そんな僕を見かねた友達が「アイツとSEXしてやってくれ!」と土下座でお願い!?最初は困った感じの彼女が意外にも… 2（6月2日、DOC）
- 女子大生限定! 男友達のオナニーを見てください! 密室でセンズリ観察…だけのはずが完全欲情しちゃってこっそり生ハメ中出し!!（6月13日、ナンパJAPAN）※「ナオミ」名義
- ガチナンパ! しろうと女神OL降臨! 6人全員SEX大成功!! 悩める男子にラブラブ性講習!（6月15日、ナンパーズ）
- 完璧な性奴隷 12（6月16日、MAD）共演:皆野あい
- マジックナンパ! Vol.48 美人妻限定!! ナンパ生中出し in 新宿（6月23日、MAGIC）
- ママチャリ奥さん! 童貞くんのお悩み解決してくれれば即賞金!!! 2（7月21日、DOC）※「みすず」名義
- 街行くJKに「ヤって!TRY」 アナタの理想のチ○ポ描いて下さい!! 2（8月4日、DOC）※「ゆりえ」名義
- 相席居酒屋でナンパした仲良し2人組をお持ち帰り。コソコソHしていると隣の部屋にいるガードの堅い女友達はヤラせてくれるか  【其の19】（8月7日、変態紳士倶楽部）※「みゆ」名義　共演:ゆりえ　他出演:えり、みか
- 毎週金曜日は、犯される日。（9月25日、マドンナ）
- 貧乳でお悩みの方はぜひお越しください。 貧乳愛護センター。（10月1日、ミニマム）※「ちはる」名義
- つるぺたパイパン美マ○コのオナニスト女子校生が毎日のようにおっさんとヤりまくって絶頂してイキまくる。 最後は必ずどろどろ精子を大量中出しで着床完了。（10月25日、無垢）※「ちはる」名義
- 恥辱の教育実習生14（11月1日、アタッカーズ）
- 夜勤病棟レ○プ 2 深夜の病室に一人で見回りに来た新米看護師 純白のナース服をヒキチギッテ中出しレ○プ!! 完全撮り下ろし合計8人（11月16日、サディスティックヴィレッジ）共演:森苺莉　他出演:苑田あゆり、明海こう、佐野あい、玉木くるみ、池上まひろ、一ノ瀬恋
- 羞恥! エステティシャンになりたい私 男子生徒が見ている目の前でおっぱいやお尻の形が変わるほど揉まれる… スクールの実習で無遠慮なバストアップマッサージを受けさせられました…（11月16日、サディスティックヴィレッジ）他出演:横山みれい、玉木くるみ、佐野あい、一ノ瀬恋、池上まひろ、明海こう、苑田あゆり、森苺莉
- 新章・放課後美少女H（11月25日、オーロラプロジェクト・アネックス）
- 深夜病棟 患者のために健気に働く美人看護師のほっそい喉奥に超巨根ゲロイラマレ○プ!（12月7日、サディスティックヴィレッジ）共演:池上まひろ、一ノ瀬恋、森苺莉　他出演:明海こう、佐野あい、玉木くるみ、苑田あゆり

- 恒例の新年会王様ゲームに強制参加させられても「仕事切るよ?」と言われたら逆らえず大乱交セックスをヤラされて泣き寝入りするしかないサディスティックヴィレッジの女ADと美人メイクさん（1月11日、サディスティックヴィレッジ）共演:あゆな虹恋、池上まひろ、佐野あい、森苺莉、玉木くるみ、明海こう、横山みれい、一ノ瀬恋
- マジックミラー号 歯並びキレイな“歯科衛生士のたまご”限定 「チ○ポ汁が歯石除去に効果的!?」 初めての“歯磨きフェラ”で精子が泡立つほどのグチュグチュ口内射精!!（1月25日、SODクリエイト）共演:美咲ヒカル　他出演:向井藍、小谷みのり、君色花音、明海こう、七海ゆあ、秋吉花音、苑田あゆり、藤川れいな
- 私は教師でありながら学校の個人面談で教え子の母親に睡眠薬入りのお茶を飲ませ昏睡させやりまくっていた映像を投稿します。 「こんなことをしていてそれでも生徒や父兄からは信頼のある先生と評されています。」（3月19日、熟女はつらいよ）
- 万引きした女子高生に腰が抜けて立てなくなるほど潮吹き身体検査 2（3月21日、ナチュラルハイ）
- うちの妻・S穂(27)を寝取ってください 結婚三年目 管理栄養士 子供なし 73（4月27日、ゴーゴーズ）※「S穂」名義
- いじめられっこの息子を持つママの苦悩 同級生のチンチンをしゃぶる母親たち 5 「もういじめないって約束してくれる?」そして母は決断した…（6月19日、熟女はつらいよ）
- 人妻温泉旅行「告白」（7月19日、ゴーゴーズブラック）
- 濡れてテカってピッタリ密着 神スク水（7月26日、親父の個撮）
- ぴっちぴち女子●生の健康的な美脚を白濁汁ぶっかけて汚したい!（9月25日、Shark）
- 毎日鏡でのチェックを欠かさない自分大好き美意識高め女は、鏡に映る自身のアクメ姿を見て興奮しイキ漏らす…（10月5日、DOC）
- チンチンは口に含むものではない!!可愛さ満点!!!アイスクリーム店アルバイト 激美女ちはるちゃん（11月1日、AV）※「ちはる」名義
- 街角シロウトナンパ! vol.34 #ファッションチェック編（12月14日、プレステージ）※「あやみ」名義
- 若い頃はさぞや美人だった面影がある掃除のおばちゃんがブチギレ! 女としてのプライドを懸けた超超高速お掃除フェラ 「なに?私をオンナとしてみてないってこと?」www（12月19日、熟女はつらいよ）

- うちの妻を寝取ってください 蔵出し秘蔵映像集【四】（1月18日、ゴーゴーズ）
- しごいてしゃぶってヌキまくれ! そびえ勃つ!柱ち○ぽ即ヌキ危機一発! 制限時間内に全てのち○ぽを射精させたら100万円! 素人女子大生がザーメンまみれでノンストップ射精SEX! 総発射48発!（1月19日、DEEP'S）
- 悪徳金融屋 融資動画 えげつない話 妻を担保に金を借りに来るギャンブル依存症の夫がいます。担保の奥さんを好き放題に中出しセックスしまくっています。（1月19日、熟女はつらいよ）
- 素人女性限定! ガチレズな原さくらと気持ちいいことしませんか? ドキドキ!初ナンパレズビアンSEX!（2月7日、ビビアン）共演:原さくら　他出演:熊宮由乃、葵千恵
- ナンパ即ハメ!! 釣り上げた新鮮女子大生とスグやりたい! 〜ラブホまで待ってられない〜（2月10日、ホットエンターテイメント）※「ちひろ」名義
- 神パンスト 宮沢ちはる（2月21日、親父の個撮）
- レンタル彼女。×PRESTIGE PREMIUM 02（3月1日、プレステージ）
- うちの妻を寝取ってください特別編 寝取られ人妻 湯けむりの旅 14（3月1日、ゴーゴーズ）※「志穂」名義
- 可愛い人妻は好きですか? 〜時間と性欲を持て余している都市郊外に住む人妻たち〜（3月1日、AV）※「宮國千秋」名義
- ほしがり美少女（3月1日、S-Cute）
- 媚薬ニップレスで感度をつり上げられ乳首イキする敏感女子○生（3月7日、ナチュラルハイ）
- 一般男女モニタリングAV 愛されお嬢様女子大生vsぼっち童貞男子 平成最後のヤれんのか!? 素人参加型一泊二日のリアルお泊りドキュメント 初めましてから童貞卒業筆おろしまでの一部始終を合計31カメラで徹底モニタリング! 一度の射精では収まらない童貞くんの性欲を受け入れた心優しい女子大生は生ハメ中出しまで許してしまうのか!?（3月7日、DEEP'S）※「あかね」名義
- 淫獣猟奇倶楽部 〜妖艶美少女イキ地獄〜 Part1:可憐な優等生、千春の惨いこと（3月25日、Baby Entertainment）
- 人妻の浮気心（4月1日、人妻援護会）
- 一般男女モニタリングAV 素人女子大生限定！恋人がいない大学生の男女はキスだけで恋に落ちて初対面の相手とSEXしてしまうのか？惹かれあった2人のキスまみれの完全プライベートSEXを大公開！！ 4 初めての生中出しスペシャル！！（4月19日、DEEP'S）※「みつき」名義
- 実の娘と円光しています。でも娘は私に無関心です。 桃色かぞく VOL.3（4月25日、SODクリエイト）
- 一般男女モニタリングAV 大学生限定 姉弟の絆を試すドキドキお泊りミッションここに開催！女子大生の姉はバイ○グラ100mgを飲んだ弟と一晩同じ部屋で過ごしたら近親相姦してしまうのか！？軽はずみに飲んでしまったバイ○グラで弟のチ○ポはバッキバキに勃ちっぱなし！…（5月7日、DEEP'S）
- J○お散歩「おじさんしかもう好きになれなくなりました。」～透き通った肌。お父さんより年上のおじさんとのいちゃいちゃSEXで頬をピンクに染めてイきまくるド変態ドM女子校生～（5月9日、ひよこ）
- 新 連続射精回春マッサージ（5月13日、アロマ企画）
- シロウト女子大生真正中出しナンパ！非ヤリマンの清楚JDを無茶して口説いて生パコ編【5人収録全員クソエロかわいい保証】（5月17日、赤面女子）
- 【完全撮りおろし】 変態おじさんが秘かに撮り続けた珠玉の手コキ・フェラ映像を一挙公開。ひよこ女子13人24射精400分SPECIAL!（5月23日、ひよこ）
- 新人限定制服お散歩デートクラブ 宮沢ちはる Vol.003（5月31日、宇宙企画）
- 清楚J●が模擬店で糞ビッチなペロペロ喫茶をオープンwww 文化祭ピンサロ ネットをざわつかせ大炎上！集客は例年の10倍ですwww（6月21日、盗撮バスターズ）
- 追姦 菜緒（6月28日、ワープエンタテインメント）
- セクシー極上尻が縦揺れしまくるトゥワークダンス騎乗位で友達の姉に精液が尽きる程しこたまイカされまくった VOL.2（7月5日、DOC）
- 眼鏡腐女子●生の変態妄想性行為となまなかだし VOL.002（7月12日、ケイ・エム・プロデュース）
- 羞恥散歩刺激とお小遣いに興味津々の人妻にノーブラ＋媚薬リモバイで街中徘徊させたら乳首ピンコ勃ち赤面悶えして…（7月12日、盗撮バスターズ）
- 春のフレッシュマン社会人限定！「童貞さんとエッチしてもらっても良いですか？」まだ仕事に慣れていないウブな新入女子社員に勃起見せつけ！ぐちょ濡れオマ●コに素股プレイ中ヌルっと生挿入！胸キュン筆下ろし！新生活頑張っていきましょうSPECIAL vol.002（7月12日、S級素人）
- クリトリスの形までクッキリわかる! イキまくりパンツ越しオナニー 4（7月13日、アロマ企画）
- 都内某整体院内盗撮 制服美少女に睡眠導入剤を悪用していたずらするデカちん20cm砲エロ整体師の記録（7月13日、カルマ）
- 痴●対策で護身術道場に通う女子○生は、スキだらけでヤリ放題w稽古中に密着セクハラしてみたら…（7月19日、盗撮バスターズ）
- 生意気にも競泳水着で色仕掛して授業のボイコットを企む女子○生に痺れ薬を飲ませ芋虫拘束着衣折●！！（7月19日、ゲッツ！！）
- 激レア素人ちゃんを連れてきた。vol.04 大手航空会社勤務キャビンアテンダント・ゆりさん (26歳) & 元地方局アナウンサー・ちはるさん (24歳)（7月25日、激レア素人ちゃん/妄想族）
- 素人ヘアヌード大図鑑～地方出身女子大生編（7月26日、S級素人）
- 『私もう子供じゃないよ…胸は小さいけど乳首はすごく感じるんだから…』成長が止まっておっぱいがいっこうに大きくならない幼馴染、クラスメイト…（8月7日、Hunter）
- 超絶倫童貞少年！もうヤメて！と逃げる義妹を家中追いかけまわして何度も何度もイラマチオしまくり！何度も何度も発射しまくり！突然出来た義妹は…（8月7日、Hunter）
- 終電を逃し家に泊めてあげたら普段は真面目な部下が就業中の姿からは全く想像もできないビッチな姿を見せつけてきた…（8月9日、クリスタル映像）
- 素人男女モニタリング実験でゲッツ！！♀スク水美少女×一般巨根おじさん♂「普段お世話になっているパパ友さんの体を隅々まで洗ってください」とスクール水着を渡して2人きりで密室風呂に入れたらどうなる？（8月9日、盗撮バスターズ）
- 都内某有名スーパーマーケット店長撮影 万引きした美人妻にデカちん20cm店長が中出し折●する動画（8月13日、カルマ）
- 体育の授業中に忘れ物を取りに来たブルマ女子に計測マニアの童貞同級生が身体測定痴●で弄びながら大量中出しwww（8月16日、ゲッツ！！）
- 『えっ何で水着で宅飲み？？しかもかなりセクシーなんですけど！！』ボクには女子大生の姉がいるのですが、ある日の夏、姉が女友達と5人で海水浴に…（8月19日、Hunter）
- 挿入に気づかないレズビアンカップル（8月22日、SODクリエイト）
- 取引先の美人OLを酔わせて自宅にお持ち帰り盗撮生セックス 無断でAV発売（9月13日、カルマ）
- 自分のオナネタを撮影されたがるこじらせ系ど変態投稿映像 田園調布在住 両親は会社経営者お育ちの良いハニカミ笑顔が素敵なちーちゃん（9月13日、S級素人）
- 「第1回チキチキ！箱の中身はなんだろな！？」正解すれば賞金ゲット！！中に入れた生チ●ポを恥ずかしながらもじっくり触るムッツリ素人娘達の本性を暴いてずっぽしハメハメSEX！！（9月22日、S級素人）
- まさかこんなけなげなひよこ女子が…媚薬を盛られ理性完全崩壊！！ところかまわず野外異物オナニー！イキ漏らし野外アクメ！！（9月26日、ひよこ）
- 新人OLに媚薬を飲ませた上司の性交記録 vol.04（9月27日、盗撮マニアch.）
- あどけない少女が悦ぶ性交（10月1日、S-Cute）
- 「中に出されて妊娠したくなきゃ友達をここに呼び出してよ！」鍵っ子連続中出し輪●（10月7日、アパッチ）
- 「お兄ちゃん、もしかして私のこと避けてるでしょう？」「バカその逆だよ！どストライクなんだよ（※心の声）」3 無邪気にボクに接してくる妹は…（10月7日、Hunter）
- 結婚直前の蜜月、毎晩旦那さんに愛されて最高感度になっている新妻 ブライダルエステで油断したところに媚薬チ○ポを即ハメ！ すぐに抵抗が弱まり、感じ始めたところでマシンバイブ挿入、潮を吹きまくって、中出しをすんなり受け入れる！6（10月10日、サディスティックヴィレッジ）
- 極薄パンティ越しおマ○コ触診ドクターの診察日記（10月13日、アロマ企画）
- 【注目!】150cm神美尻! 即尺! 極イキ! ごっくん! JOI! 中出し! 開業したての‘超美尻在宅ヘルス嬢’知ってる? マジ可愛いしサービス良すぎ! 宮沢ちはる（10月13日、バルタン）
- 童貞好きのスケベなお姉さんにささやき騎乗位で何度も焦らされ中出ししちゃうボク 2（10月18日、DOC）
- 『生でもいいよ…』清拭中に勃ってしまったデカチンを他の患者にバレないように布団の中の密着汗だくSEXで何度も中出しさせてくれる美人ナース（10月18日、DOC）
- 女子●生 敏感乳首こねくり回しセクハラ身体測定（10月19日、アパッチ）
- 超生意気な同期の女子社員が実は超欲求不満！？ボクのチ○ポにツンデレイキ！！女として見ていない会社の同期女子社員が終電を逃してボクの部屋に…（10月19日、Hunter）
- 『私こんなスケベな女になっちゃった…幻滅した？？』幼馴染が超絶痙攣イキ狂い！！久しぶりに再会した幼馴染は見た目は以前と変わらず、いや前に…（10月19日、Hunter）
- 全弾ごっくん連続フェラチオ（10月25日、SEX Agent/妄想族）
- むちむちデカ尻 神ブルマ（11月7日、親父の個撮）
- 髪射 宮沢ちはる（11月7日、RADIX）
- へそ穴観察 & へそ穴発射（11月7日、RADIX）
- 夜の学校で男子にオモチャのように扱われ、ひたすら輪●され続けている痙攣しっぱなしの無抵抗女子○生（11月7日、お夜食カンパニー）
- ＃ぴーす＃学校つかれたぁ（11月8日、バリカワ）
- 終電逃して泊めてもらうことになったメイクを落とした女上司のすっぴんが可愛くて不覚にも超勃起! そのままハメ倒して綺麗な顔にぶっかけちゃった! 4（11月8日、Z-MEN）
- 俺専用パンチラドール ちはる（11月14日、フェチ眼）
- キレイになりたい女子○生にボディメイクと偽り的外れのマッサージで感じるツボを超刺激したら爆イキエビ反り膣痙攣！？射精してもチ○ポが抜けない精子駄々漏れ強●中出しSEX！！（11月15日、DOC）
- 「お兄ちゃん、そんなに乳首イジらないで…挿れたくなっちゃう…！」押しに弱い義理の妹に乳首イジり素股をしていたらヌルヌル！ズボッ！結局生挿…（11月19日、Hunter）
- ツインテールミニスカニーハイ連続絶頂美少女中出し性交（11月22日、TMA）
- BWP バトルワールドプロレスリング Vol.31（11月22日、バトル）
- 超ドS痴女のオナ指示 ～変態ドMを快楽へと導く絶頂コントロール～（11月25日、SEX Agent/妄想族）
- センズリ用 シコシコしながらじっくり見れるパイパンおま○ことアナル（11月25日、アロマ企画）
- レスボスの掟 雌蜘蛛旅館に住み込んだ新人仲居（12月7日、シネマジック）共演：藤咲えりか
- 新入社員だよ♪ぶっかけ! OLスーツ倶楽部 16 ～新入社員ちはるさん23歳のセクハラ体験告白～（12月7日、下半身タイガース/妄想族）
- 失神寸前アクメ痴●3 中出しSP～大勢の男に立てなくなるほど散々イカされ犯られる女～（12月12日、ナチュラルハイ）
- 駅弁中出しJ○痴●3（12月12日、ナチュラルハイ）
- 濡れてテカってピッタリ密着 神競泳水着（12月12日、親父の個撮）
- 文学女子の小悪魔挑発（12月13日、アロマ企画）
- 高学歴女子大生限定！あなたよりモテる友達紹介してください！親友ま●こに入れたばかりの生ち●ぽをぬぷっと挿して優秀卵子と連続子作り中出しSEX！顔◎、カラダ◎、頭脳◎、性格◎のプレミアJD6人連鎖ハメ倒しスペシャル！（12月13日、赤面女子）
- 120％リアルガチ軟派伝説 vol.79 2年ぶりの盛岡は凄かった！！5人全員わんこ中出し！！（12月20日、プレステージ）
- 終わらない杭打ちピストンフェラチオ ～我慢しないでイキまくった結果死ぬほど連射した～（12月25日、SEX Agent/妄想族）
- ウブな女子○生、本気の中出し性交 「初めてのことばかり、イクのってすごく気持ちいいです…」（12月25日、ホームルーム/妄想族）
- おじさんの舌をフェラチオのように吸い…心からおじさんといちゃいちゃしてくれる。おじさんのことが好きすぎる天使のようなひよこ女子と精子がなくなるまでいちゃいちゃして…（12月26日、ひよこ）
- ラストレズ 西野翔（12月26日、SODクリエイト）※主演は西野翔。宮沢は一部コーナーに出演。
- 生意気な妹に抵抗され睨まれ罵倒されながら無理やり近親相姦する兄 2（12月27日、TMA）
- ゴーゴーズ人妻温泉忘年会～乱心の性宴2019～side.A（12月27日、ゴーゴーズ）
- ゴーゴーズ人妻温泉忘年会～乱心の性宴2019～side.B（12月27日、ゴーゴーズ）
- ゴーゴーズ人妻温泉忘年会～乱心の性宴2019～Special Edition（12月27日、ゴーゴーズ）
- 世田谷共同区営団地 日焼け美少女わいせつ映像（12月27日、I.B.WORKS）
- 格闘男虐め ボクシング編 1（12月27日、格闘ゾーンJAPAN）

- ヤリマン奥様ネットワークで人妻ナンパ 紹介してもらった人妻全員に着床完了中出しするまで帰りマセン（1月1日、変態紳士倶楽部）
- ナチュラルハイ新春特別作品成人式痴● 中出しSP（1月9日、ナチュラルハイ）
- しゃがんだお尻の穴の収縮とシワの本数までバッチリ分かるアナルひくひくオナニー（1月13日、アロマ企画）
- 極上・身長差レズビアン ～性欲もカラダもLLサイズ～（1月13日、U&K）共演：筧えりか
- 今からこの一家全員レイプします 杉●区高●寺（1月17日、REAL）共演：愛瀬るか 白鳥寿美礼 高嶋紀恵
- ドラレコ盗撮 2 ～寝取られ・不倫・借金のカタ・腹いせ...。車内と言う密室で行われるカーセックス事情（1月17日、ケイ・エム・プロデュース）
- クラスのイジメっ子に四つん這い状態で無理矢理イラマされている幼馴染の無防備なマ○コに「バックから挿れろ！」と命令され中出しまでして…（1月19日、Hunter）
- ゴーゴーズ人妻温泉忘年会～乱心の性宴2019～これはもう事件かも…？裏側全部見せます180分スペシャル（1月31日、ゴーゴーズ）
- 「来年、3人でまた遊園地行こうね…」 息子の手術費用を稼ぐために、愛する妻が1年間資産家の性奴隷になる契約を結びました。 宮沢ちはる（2月1日、ミセスの素顔/エマニエル）
- 寝取らせ検証『夫婦のセックスを記念に残すはずが代役との疑似SEXに…』プライベートAV制作で他人棒をオマ○コに擦られ続けた妻はその後浮気してしまうのか？VOL.2（2月6日、コスモス映像）
- すぐそばに彼女がいるのに、耳元で淫語をささやき小悪魔誘惑してくる彼女の妹。（2月7日、DOC）
- コタツの中はパンチラ天国！綿パンチラし放題！パンツが食い込んでマン筋も見えたりしてフル勃起！実家に遊びに来た姪っ子たちはみんな制服姿で…（2月7日、Hunter）
- 馬乗りで唇奪われディープキス強要され続けながらバキュームフェラでち○ぽ吸い尽くされる その3（2月13日、アロマ企画）
- 朝這いレズ ～早朝ノンレム睡眠女子にレズしちゃえ!～（2月13日、U&K）
- 固くて無機質な突起部分に恋した熱中角オナニー（2月14日、ヒメゴト）
- 格闘男虐め 太股締め技編 3（2月14日、格闘ゾーンJAPAN）
- ノーハンドフェラは奴●の証！2 手を使わずにフェラチオする13人の素人娘（2月19日、かぐや姫Pt/妄想族）
- 出張先のビジネスホテルで入社した時から憧れていた女上司と相部屋NTR（2月25日、h.m.p DORAMA）
- THE NEXT BIG THING Vol.02（2月29日、SUPER SONIC SATELLITES）
- 妄想女子ボクシング改 Vol.02（3月6日、SUPER SONIC SATELLITES）
- 妻の連れ子の美人姉妹と川の字で寝ることに、手を出してはいけないと分かっていながらも無防備な生乳に欲情してしまい…（3月6日、DOC）
- 『お願いがあるの…パンツの上からだったら挿れてもセックスにならないと思うから…おち○ちん挿れて欲しい…』姪っ子の綿パン割れ目にチ○ポを…（3月7日、Hunter）
- 神かわ☆セフレ ちはる 21才彼氏アリのビチまんww（3月12日、あっぷるぱい）
- 奥さんが居ても…コタツの中で指を絡ませるねっとり手コキでドクドク射精に追い込む少女（3月12日、ナチュラルハイ）
- 「親友をレ○プしてください 」そして、仲直りは竿姉妹丼ぶり輪●。（3月12日、ひよこ）
- 二人きりの夜 後輩女子からSEXするまでウザ絡みをされました（3月13日、ヒメゴト）
- 美少女乱交4Pレズビアン 唾液と愛液がいやらしく絡み合う同性愛SEX（3月13日、セレブの友）共演：佐川はるみ 川原かなえ 橋野愛琉
- 先っぽ3cmまでは挿入させてくれる姉とのギリギリ相姦未満生活 宮沢ちはる（3月13日、アリスJAPAN）
- 「彼氏なんて作っちゃダメだろ？ボクというお兄ちゃんがいるんだから…」眠る妹にベッド拘束強制性教育（3月19日、アパッチ）
- ジャージ＆メガネの地味マネージャーのエロ可愛い下着にギャップ萌えフル勃起！メガネで地味なマネージャーの着替えを偶然見てしまったボク！…（3月19日、アパッチ）
- 新しく出来た義理の妹は、あまり男慣れしていなくてウブで超かわいい！ ある時リビングでうたた寝をしているボクを起こそうとボクの体を…（3月19日、Hunter）
- 黒人解禁! B.B.P.（ビッグ・ブラック・ペニス）はじめての黒人ザーメン飲精＆生中出し!!（3月25日、セレブの友）
- 絶対バレずに時間停止 宮沢ちはる（4月1日、FS.KnightsVisual）
- 素人娘の全裸図鑑11 今時の女の子13名が恥らいながら脱衣していく様子をじっくり撮影した、変態紳士のためのヘアヌードコレクション（4月7日、かぐや姫Pt/妄想族）
- ちはる女王様の調教部屋（4月10日、サロメ）
- 【完全主観】モテモテノーパンハイスクール ボクのオチンチンを奪いあうノーパン女子校生たちとのハーレム学園性活 2（4月10日、BAZOOKA）共演：奏音かのん 栄川乃亜 一ノ瀬恋
- 性癖がエグすぎる女優たちと台本ナシのガチンコ合コンした結果… ド淫乱本性全開でザーメンまみれ大乱交!!（4月13日、セレブの友）共演：佐川はるみ 川原かなえ 橋野愛琉
- OL性感ツボ突き噴射マッサージ治療院（4月15日、ピーターズ）
- 痙攣×潮吹き×ポルチオ 大情熱SEX 宮沢ちはる（4月17日、クリスタル映像）
- 「おじちゃん、私大人のキスできるよ」昔はよく会っていた親戚の姪っ子が数年振りに帰省してきた。今ではちょっと大人になって制服も似合っているが…（4月19日、Hunter）
- 神メガネOL 宮沢ちはる（4月23日、親父の個撮）
- ～強靭なる精神の屈辱崩壊～ 真・女スパイ拷問 STAGE_03 深淵の女体炎上地獄をさまようバタフライ 屈辱の意識混濁に秘奥が痙攣し続ける残酷（4月25日、Baby Entertainment）
- 教育実習で母校に行ったらいつのまにか女子校になっていて、男はなんとボク1人！！そこの女生徒たちは意地悪で新任教師いじめと言わんばかりにボク…（5月7日、Hunter）
- 気弱ナース布団内密着強●イラマチオ（5月7日、お夜食カンパニー）
- ロリっ娘好きな時間停止おじさん（5月8日、ROCKET）
- 川原かなえが憧れの先輩・宮沢ちはるとガチレズSEX! 相性抜群の2人が絡み合ったら… ヨダレと愛液を絡ませて涙を流しながら幸せ絶頂した!!（5月13日、セレブの友）
- 電マ限界イカせインタビュー 100イキ潮ラッシュ（5月15日、プリモ）
- 【ガチ素人】「中に出しちゃダメって言ったのに！」今ドキ生意気J●に無許可で膣内射精4本番（5月15日、S級素人）
- 少女に無許可中出し＆マ○コぶっかけ。本物精子がメレンゲになるまで竿姉妹丼ぶり 2（5月21日、ひよこ）
- SNSで知り合ったエッチ大好き女子○生と青春オフパコ動画2（5月21日、SWITCH）
- 【幸福洗脳】これは残業中のオフィスで無垢な新卒OLをオーガズム洗脳で支配していつでもどこでも中出しできる性処理係にした記録映像です。（6月1日、LUNATICS）
- 素人なのにディルドオナニーで激しく感じちゃう一般人娘5（6月7日、かぐや姫Pt/妄想族）
- 官能小説家と新卒美人編集者（6月11日、グローリークエスト）
- 本物全裸素人 局部パーツ接写 全裸ストレッチ編（6月12日、S級素人）
- ロリロリのミニマム美少女たちとのイキまくり5本番ミックス（6月13日、バルタン）
- 女体侵食残虐エイリアン II 電流性感暴虐＆乳首クリ同時責め & 秘奥超絶ピストン!! 全身装着残酷装置に暴れ狂う女たちの連続昇天処刑記録（6月13日、Baby Entertainment）
- 自画撮り ぐちょぐちょオマ○コ激ピストン ひたすらオナニー狂い（6月15日、プリモ）
- 素人娘のおま●こ図鑑3 じっくりおっぴろげ女性器コレクション13人（6月19日、かぐや姫Pt/妄想族）
- 【ハメログ】宮沢ちはるちゃんにお酒を飲ませたら脳みそからドーパミン出まくってドスケベ発情ビッチになったのでそのままハメ撮りしちゃいました!（6月19日、チキチキカマー/妄想族）
- 大早漏の限界連続射精 ～男を何度もイかせる禁断のテクニック～（6月25日、SEX Agent/妄想族）
- 小悪魔すぎるパパ活ギャル おっとり美女がドスケベ豹変ドMおじさんたちのチ●ポ狩り!（6月27日、Shark）
- 黒パンストの下半身が卑猥にクネるオナニー快楽 2（7月1日、セレブの友）
- SUPERパックリまんこアップ4時間SP vol．17（7月1日、サルトル映像出版）
- 格闘男虐め グローブで殴られたい男01（7月3日、格闘ゾーンJAPAN）
- どこでもフェラさせられちゃう素人娘たち5 13人（7月7日、かぐや姫Pt/妄想族）
- 朝起きたら女になっていたアニメ好き男子専門学生（23）を徹底取材 最終的にメス堕ち 「男にヤられる趣味とかないんで！」と拒否る姿がまた可愛い 藤田三成（7月7日、かぐや姫Pt/妄想族）
- ナチュラルハイ夏スペシャル お化け屋敷痴● 恐怖でイキ漏らす黒髪女子○生に絶叫中出し（7月9日、ナチュラルハイ）
- 人妻媚薬発狂イキ 性欲爆発潮吹きオナニー Vol.3（7月15日、ロータス）
- どこでもおしっこ！素人娘の大放尿40人 スロー再生でじっくり鑑賞できるマニア向け映像3（7月19日、かぐや姫Pt/妄想族）
- マジックミラー号 新大久保で見つけたオルチャンメイクのイマドキ韓流女子限定！イケメン男子の生ち●ぽで膣内マッサージいかがですか？（7月23日、SODクリエイト）
- 腰振りパンチラ痴女 ～宮沢ちはるが尻誘惑 & 巧みな腰使いでたっぷりイカせる小悪魔プレイ～（7月25日、SEX Agent/妄想族）
- 卑猥な言葉で男の体を支配する淫語痴女（7月25日、SEX Agent/妄想族）
- 最強属性 42（7月31日、最強属性）
- 恋人、失格。（7月31日、ドリームチケット）
- 素人人妻ナンパでセンズリ鑑賞 見るだけでいいんです！だからちょっと僕のチ●ポ見てもらえませんか？（8月1日、ミセスの素顔/エマニエル）
- 私立腰ふり女学院 痴女特進コース（8月13日、アロマ企画）共演：桐山結羽 永野楓果
- 金粉奴隷レズビアン（8月13日、バミューダ/ゴールドバグ）共演：東条蒼
- 女子校生鬼イカセ（8月14日、REAL）
- 「もうイってるから許して!!」 家事代行サービスで派遣されてきた美人スタッフのエロ過ぎるデカ尻に即挿れ!! 激しいピストンで何度も追い打ちし… 2（8月21日、DOC）
- 《種付けライブハウス痴●》ウブで押しに弱そうな女を集団ちかん 爆音の中パコられるバンギャ 嫌がるクチュマンに生ハメ ピンクの膣から糸引く愛液たれ流し【囲い込み集団チカン】（8月25日、カリマンタン）
- エッチなお姉さんのパンチラ & 全裸トレーニング（8月25日、アロマ企画）
- マジで!? 乳首でイっちゃう女 ―舐めても、吸っても、つねっても―（8月25日、S-Cute）
- ニューハーフ強制ドM化実験 被験者＃02（8月25日、TRANS CLUB）共演： いずみ 森野いずみ 森沢かな
- 入浴パコパコSTRONG ERO ver.04 風呂でストロング飲んでパコりたい。（8月27日、MERCURY）
- びしょ濡れ女子●生雨宿り強制わいせつ 7（8月28日、TMA）共演：松本いちか 渚みつき
- 素人娘のフェラチオが上手すぎる！！6（9月1日、OFFICE K’S）
- 可愛い150cm台のミニマムな女の子に完全主観でおま○ことアナル挑発されオナニーしちゃった僕。（9月7日、アロマ企画）
- おま●この形状まるわかり！薄いパンツの上からマン汁ぬるぬる透けオナニー4（9月7日、かぐや姫Pt/妄想族）
- 平日の暇な時間帯のメンズエステでW施術を薦められてお願いしたら欲求不満な奥さまセラピストに連続射精させられた VOL.2（9月10日、DANDY）
- 最高級 美少女 中出しソープ（9月10日、アイエナジー）
- クゥーーーー! 我慢できん!! 宮沢ちはるの高速ピストンスパイダー騎乗位（9月12日、MERCURY）
- 隠れ変態どマゾ系、純朴女子大生 寝取り中出し はるか（22）（9月13日、うさぎ/妄想族）
- 着衣のままパンティを穿いたままのキミの下半身にザーメンを捧げたい 地味で陰キャな同僚がエロ動画配信していた！？（9月19日、アロマ企画）
- 「お父さん、お願い…もうヤメて…」父親に幾度も犯●れ続ける娘の近親相姦映像（9月25日、I.B.WORKS）
- 「今年の水着、見せてもらえませんか？」素人女子の自宅に訪問してトレンド調査！ビーチにいるより身も心も開放的になった美少女たちの感度は最高潮！（9月25日、赤面女子）
- シロウト女子個人撮影ハメ撮り日記 笑顔が癒される美巨尻娘ちはるちゃんBかっぷ（9月26日、Shark）
- 美女の足裏をふやけるまで舐めたい!（10月8日、RADIX）
- 図書館で声も出せず糸引くほど愛液が溢れ出す敏感娘23 寝取り中出し2枚組SP（10月8日、ナチュラルハイ）
- ハメ自撮り！ 自分のエッチな姿を見られたい素人女子がチ○コを借りて撮影！某配信サイト厳選エロ女の実態！（10月8日、SODクリエイト）
- 姉妹どんぶり味わい尽くし（10月15日、グローリークエスト）共演：七海ひな
- 「おじちゃん、もっとエッチなこと教えて？」実家に帰省してきたうぶ姪っ子姉妹とセックスしまくり生活！（10月19日、Hunter）
- 清楚な若妻がホームレスに無理やり犯されて ～臭い肉欲に支配され理性とは裏腹に堕ちて逝く凌辱SEX～（10月23日、NAGIRA）
- ロ○ータ美少女を狙った黒人野外中出しレ●プ（10月23日、I.B.WORKS）
- 乳首自慰エクスタシー（10月25日、セレブの友）
- いつも綺麗なあの娘がメイクを落とした素顔を晒す… 可愛いすっぴん顔にぶっかけ顔射SEX!! 2（10月25日、セレブの友）
- むっちり黒パンスト淫尻を美女同士で撫で回し舐め回すレズビアン（10月25日、セレブの友）
- 優等生J○は全裸露出好き!! 放課後にセルフ露出姿を覗かれたJ○は、全裸冒険を指令され自ら見世物と化し、視姦快楽でガクブル絶頂♡（11月7日、山と空/妄想族）
- マンスジ前貼りお漏らし（11月12日、RADIX）
- 背後から抱きしめ手マン 嫌がる気力が無くなるまでしつこく絶頂させられても「私は絶対に受け入れない…。」（11月12日、ナチュラルハイ）
- 「好きです！私と付き合ってください！（嘘）」ヤリマン女子たちのエロ過ぎる告白ゲームに巻き込まれた結果…ハーレム乱交になる神展開！！（11月19日、Hunter）
- ママさんテニスサークル テニスサークルで出会ったコーチと浮気に溺れ、テニスより悦楽行為にハマるパイパン団地妻（11月19日、アクアモール/エマニエル）
- 宮沢ちはるを本気で酔わせてみる1日呑んだくれAVドキュメント!（11月25日、セレブの友）
- 夫がいるのに泣きながら囁き淫語で部下を誘惑する上司の妻は久しぶりに膣奥を突かれ気持ち良すぎて涙が止まらない嬉し泣きセックス（11月26日、DANDY）
- 自然教室日焼け美少女わいせつ映像（11月27日、I.B.WORKS）
- 40歳 冴えないED中年の僕がひと回り以上年の離れた女子●生と付き合えて、しかも肉便器にできるなんて信じられないお話。（12月4日、ONE MORE）
- 初解禁! アナルの深淵へ誘う悪魔の指（12月7日、アタッカーズ）
- マゾに貪欲 & 前向きなロリが生き恥覚悟の辱め調教志願! 【恥辱ブタ顔晒し】【奥突き逆さイラマ】【巨根3P輪姦】【屈辱の浴尿小便漬け】悦び涙腺崩壊して制御不能のドMアクメ堕ち!!（12月7日、山と空/妄想族）
- 働く女子社員はとにかく絞められたい。Vol.001（12月11日、ケイ・エム・プロデュース）
- 憧憬 過去と憧れが交錯する女流作家と担当編集者のレズ恋愛（12月19日、ゆりえっち/妄想族）共演：春原未来
- 上からの濃厚ベロちゅうと下からのスローフェラで同時に責められ連続抜きする痴女っこ姉妹（12月24日、ナチュラルハイ）
- アソコに直穿きスポウェア女子 マン肉クチュクチュ濡れすぎボディでエクササイズ!!（12月26日、オイスター海運）

- 「もうイってるから許して!!」 家事代行サービスで派遣されてきた美人スタッフのエロ過ぎるデカ尻に即挿れ!! 杭打ちピストン中出し25発射!!!（1月1日、DOC）
- カードで決定! シャッフルオナニー（1月7日、アロマ企画）
- 『お願いヤメて…ダメ…何してるの？』サークル仲間が酔い潰れて寝ている横で女友達に手を出して拒否されるもずっと責め続けたら嫌がりながらも…（1月7日、Hunter）
- ワンチャン！！！ハプニング起きまくり合コン［第二回］ 性格良くてエロい子たちと前回よりもヤリまくりアゲアゲ放題（1月7日、ティーチャー/妄想族）
- 新就職活動女子大生生中出し面接 Vol.005（1月15日、S級素人）
- 妻が家政婦をはじめました… お金持ちの家を紹介されて性玩具にされてました（1月20日、STAR PARADISE）
- 快楽シンドローム case6「泣きながら何度もイキ続ける童顔M女」（2月5日、h.m.p）
- 布団に潜り込んできてフェラチオしてくる最高にかわいい彼女2 18人（2月10日、ホットエンターテイメント）
- 「見舞いにきた女子○生のパンチラで勃起したら咥えない焦らしフェラでねっとり抜かれて超敏感になった亀頭を無理やりジュポジュポお掃除フェラされた」VOL.2（2月11日、DANDY）
- 性格も感度も良すぎる女子校生といちゃいちゃ（∞）しながら無茶苦茶ア○ルセックスした！（2月11日、ひよこ）
- 某繁華街の雑居ビル内に違法に存在するJ●リフレでは現役女子●生が夜な夜な男性相手に非合法なリフレ性サービスをしているとの噂が！激カワ×エロ小悪魔なJ●リフレ嬢たちを徹底SCOOOP！（2月12日、ケイ・エム・プロデュース）
- 続々巨チン美少女の男の潮吹きには強制双成化させる成分が含まれています。 失われた珍宝（2月13日、ダスッ!）共演：美谷朱里 加藤ももか
- 僕の調教済みセフレを全裸放置しましたので青姦中出しご自由にどうぞ（2月19日、ゲッツ！！）
- 男だらけのオフ会だと思ったら、周りは全員女で男はボク1人！ゲーム好きが集まる鍋パーティーオフ会に初めて行ったボク。予想に反してボク以外…（2月19日、Hunter）
- フェラ友ごっくん一泊二日デート（2月19日、山と空/妄想族）
- 男の欲望にされるがまま パイパン●学生 ちはる（2月19日、姦乱者/妄想族）
- 修学旅行は可愛いクラスメイト女子とヤリまくり＆中出ししまくり！去年まで女子校だった学校に入学したら男はボク1人！2 当然、修学旅行もボク1人…（3月3日、Hunter）
- 鬼畜義父に犯される地獄の温泉旅行 パイパン娘ちはる（3月5日、ロリ専科）
- 浣腸魔 トップアイドル入籍肛悶絶地獄（3月7日、アタッカーズ）
- セックスするにはワケがある！勃起した患者をほっとけない 優しすぎる看護師10人（3月11日、DANDY）
- どこまでヤレる！？個室メンズエステのお姉さん3（3月20日、STAR PARADISE）
- 妹のオナニーを目撃した兄は…（3月20日、STAR PARADISE）
- 美少女鬼娘竈門●豆子×口＆アナル＆マ●コ3穴串刺しファック×10連続大量ザーメンぶっかけ ちはる（3月26日、TMA）
- 制服美少女を自宅に連れ込みSEX隠し撮り！一晩中ヤリまくり生ハメお泊り！朝になったら寝起きでおかわり顔射SEX！！（3月26日、赤面女子）
- 性欲強い彼女と一日一緒に過ごせたら（4月1日、S-Cute）
- 接客中に顔を紅潮させながら感じまくるバイト娘13 ～パン屋、洗車場、いちご農園、たこ焼き屋～（4月8日、ナチュラルハイ）
- 「私も一緒に泊まりたい！」学校がイヤになって自分の部屋でソロキャンプ。ボクを心配して来た幼馴染と狭いテントの中で2人きり密着添い寝！！（4月19日、Hunter）
- 同窓会で再会した●校時代の憧れのあの子はド変態だった！？同窓会の三次会の宅飲みすることになり酔ったクラスのマドンナが我が家に。当時よりも…（4月19日、Hunter）
- 親が海外旅行中に田舎の従姉妹が上京してきて突然僕の家に泊めてくれとやってきた！！まだ子供だと思っていたらいつの間にかエロく成長していて、じっと見つめられるとソソられまくりで泊めないわけにはいかない！（4月22日、SOSORU×GARCON）
- 互いの彼氏を味くらべ!? パイパン姉妹の悪ノリ4Pセックス!!（5月1日、プラネットプラス/七狗留）共演：桐山結羽
- 媚薬入り睡眠薬で昏睡状態の美少女たちに夜這い中出し!! 8人8中出し Vol.2（5月7日、親父の個撮）
- 女教師レズビアン雌奴隷 ～悪魔のような微笑み逆襲調教～（5月7日、ビビアン）共演：紗々原ゆり
- 一般男女モニタリングAV×マジックミラー便コラボ企画 勉強漬けの毎日をすごす性欲の溜まった10代の予備校生がまたがり顔面騎乗クンニで人生初の大失禁イキ！！インタビュー中にずぅーっと生クリトリスを激しくジュルジュルと舐められ膣内に舌をねじ込まれて発情してしま…6（5月7日、DEEP'S）
- 完全主観妹系メイド出張デリヘルパイパン中出しオプション付き 4（5月13日、BAZOOKA）
- おマ○コの中で蠢くローターの振動をボクのチ○ポに伝えるパンティ素股（5月19日、アロマ企画）
- 「お姉ちゃんやめて…」「ごめんね…」いじめっ子の命令に逆らえない超仲良しのお姉ちゃんがボクのチ○ポを使って強●近親相姦！2（5月19日、Hunter）
- 痴●泣き漏らし娘（5月20日、ナチュラルハイ）
- 快楽求めてオナニー三昧！動かぬ体で絶頂艶舞！クネる淫体14選！（5月25日、セレブの友）
- おさな妻、無残。（6月7日、アタッカーズ）
- これが天国への階段…！？階段パンチラで勃起を誘発してくる超絶美人なヤリマン上級生とその場でまさかの即エッチ！授業をサボって屋上に向かうと…（6月7日、Hunter）
- 『お前ってこんなにエロかったんだ？スゲー濡れてる！』『うるさいな～自分だってこんなに勃ってるじゃん』ちょっと気の強い幼馴染と一緒にAV見たら（6月7日、Hunter）
- ま○ことアナルおっ広げ! くぱぁ淫語挑発美少女（6月13日、アロマ企画）
- 制服少女が部屋で1人きり…秘密の自慰をこっそり隠し撮り 声を漏らして快感に没頭する無防備オナニー盗撮 美少女10人220分（6月13日、無垢）
- 『お願いもうヤメテ！！壊れる！もう何度も何度もイっちゃったんだから！壊れちゃうよ！』童貞のボクを小バカにする小悪魔義妹に超絶高速ピストン！（6月19日、Hunter）
- 制服美少女手こきフェラ8人160分（6月25日、ケイ・エム・プロデュース）
- ザーメンジェット 4（7月1日、FS.KnightsVisual）
- 無垢なロリっ子痴女に翻弄される僕。（7月13日、アロマ企画）
- 「大好き…」と耳元で甘く囁かれ続けながらち○ぽ美味しそうにしゃぶられ続ける（7月13日、アロマ企画）
- 無垢でえっちな少女に笑顔で手コキ＆フェラご奉仕されて超気持ちいい風俗ごっこ！ そのまま温かいアソコを擦り付けてヌルヌルおま○こ素股射精10人240分！（7月13日、無垢）
- バブみあるちはるママは僕がただ生きてるだけでえらいえらいして褒めてくれるので、オギャって甘えて赤ちゃん返りSEX 宮沢ちはる（7月19日、[かぐや姫Pt/妄想族）
- 2人のエッチ大好き神ビッチ変態義妹とボクを残して海外赴任してしまった両親！とんでもない性欲モンスター義妹2人との性活における唯一のルールは…（7月19日、Hunter）
- 失禁するまでくすぐりしてみた（7月25日、SEX Agent/妄想族）
- 店長失格勃起堕ち！「面倒くさいなぁ…いいよ、じゃあヤラせてあげる…それでワンチャン許して！」女子○生の万引き犯を捕まえたボク…。どうしても…（8月7日、Hunter）
- ママさんテニス部 練習後は奥さんの自宅で中出しレッスン 4人（8月19日、アクアモール/エマニエル）
- 馬乗りフェラ顔射（8月25日、SEX Agent/妄想族）
- おしっこ114連発 98人（9月2日、グローリークエスト）
- ひとり女子旅ナンパ 上京ちゃんが毎度おさわがせします Episode3 feat.FALENOTUBE（9月9日、FALENO TUBE）
- レズ解禁 ～かわいい娘がかわいい娘を犯す～（9月17日、MBM）
- 痴漢盗撮 & 中出し素人娘媚薬オイルマッサージ VOL.3（9月23日、親父の個撮）
- JITACLIPS（9月25日、SHANGRILA）
- VIP1BOXCARハーレムパコパコ逆ナンツアー 2（9月28日、NAGIRA）共演：碓氷れん
- フレッシュOL倶楽部!!! 「セクハラ最低?」と言ってたはずが… スーツも制服もザーメン注がれアヘ童顔でベロちゅうしまくる実はドスケベOLちはる（10月5日、下半身タイガース/妄想族）
- AV監督はオイシイお仕事♪ 撮影前の面接全裸チェックの実態 チェックの名の下クンニできるわ！フェラさせれるわ! 生ハメ中出しまでやりたい放題!! 人気女優10人のAV面接風景 VOL.2（10月7日、親父の個撮）
- 馬乗りベロチューされながら太腿に挟まれたち○ぽのカリ首を2本指でこねくり回され続ける（10月12日、アロマ企画）
- 「そのクセやめろよ！みっともないだろ！」「だって触っていると落ち着くんだもん…」股間を無意識に触ってしまう義妹の恥ずかしいクセ…。親の再婚で（10月12日、Hunter）
- 新 淫乱淫語ディルドオナニー スケベ汁でおま○こグッチョグチョ! 3（10月19日、アロマ企画）
- BAN覚悟の過激野外露出配信レズカップル（10月19日、ゆりえっち/妄想族）共演：花井しずく
- ガチ8P超乱交！【未熟パイパン性器完全破壊エンドレスSEX】アイドル志望の身長140cm台ミニボディレイヤーを濃厚種付けザーメン漬け！美少女プライド剥ぎ取り性処理便器マ○コに貶める究極人格矯正調教2本立SP（10月19日、全日本カメコ協同組合/妄想族）
- 私のアナルに極太黒ペニスが突き刺さる…（11月2日、アタッカーズ）
- AJOI究極の完全主観オナニーサポートDVDオリジナル 2 Aromatic Jerk Off Instruction（11月2日、アロマ企画）
- 潜入!! 噂のリンパマッサージ店 9 「裏オプション、いかがなさいますか?」（11月5日、LEO）
- キャットファイト応急処置マニュアル（11月5日、トラウマアート）
- ヤリチンに性開発され続け都合の良いセフレとなった清楚系の彼女。（11月9日、ダスッ!）
- 「おばさんの私が下着を盗まれるなんて…」5 自分を女として見てくれるというだけで人妻は発情してしまうので本当チョロい（11月16日、かぐや姫Pt/妄想族）
- 貞操帯の女 27（12月7日、アタッカーズ）
- 唇が触れ合いそうな距離で見つめられエッチな言葉でささやかれ手コキ 2（12月7日、アロマ企画）
- 誘惑 7 仕事中にチ○ポを触りたがる7人のOL達（12月7日、下半身タイガース/妄想族）
- 泌尿器科で働く美人ナースさん！「あなたの自宅で早漏に悩む童貞君の暴発改善のお手伝いしてくれませんか？」男性器慣れしているようで意外とウブな看護師さんが早漏すぎる童貞君にムラムラ膣キュンしちゃって生中出し筆おろしSPECIAL！（12月10日、赤面女子）
- 可愛い洋服だから脱ぎません 着衣のままパンティずらしてチ○ポを挿入! 癒しの森ガール編（12月14日、アロマ企画）
- セクハラママさんバレー! 4 ハイレグブルマ姿の人妻10人が挑む過酷なエロトレーニング（12月14日、かぐや姫Pt/妄想族）
- イマドキ少女のアナル援交 成金オヤジのJ○アナル大人買い6穴使い放題スペシャル（12月21日、無垢）共演：加賀美さら
- 素人娘の本当に上手いフェラチオ2 SNSで知り合った令和素人娘10人180分（12月21日、かぐや姫Pt/妄想族）

- 緊縛浣腸 夫の顔面に排泄するしかなかった私（1月4日、アタッカーズ）
- 幼妻 3 中年男のあこがれ（1月4日、FAプロ）
- 角オナニー 擦り付けたら止まらない 5 13人（1月4日、かぐや姫Pt/妄想族）
- 社員旅行で狙われた新人OL 3（1月7日、LEO）
- 若くて美しい母とむじゃきで可愛い娘が【射精1発×賞金10万円】を懸け絶倫ち●ぽをヌキまくる！？久しぶりの肉棒に膣イキしまくる母と初生SEXにイキ狂う娘で何度も中出し親子丼SEX！！（1月14日、赤面女子）
- よばい 宵待ちの女体（1月18日、FAプロ）
- 【個撮】どこでもフェラ6 11人（1月18日、かぐや姫Pt/妄想族）
- オナサポガール! 貴方のオナニーはぜぇ～んぶ私にお任せください!!（1月25日、アロマ企画）
- もっともっと♪濡れてテカってピッタリ密着 神競泳水着（1月27日、親父の個撮）
- 百合企画 本格百合脚本家とコラボした作品!! ゴシック×百合（レズ） 「ange dechu（アンジュ・デシュ）」（1月27日、SODクリエイト）
- 接吻’唾’天使（2月1日、中嶋興業）
- 王様ゲームで乱交しまくり！若妻だらけの町内会は誘惑だらけ！王様ゲームをやりたがるドスケベ若妻がハメを外し過ぎてまさかのハーレム大乱交！3（2月8日、Hunter）
- ご奉仕濃厚フェラチオ2 マッチングアプリで見つけた令和素人娘10人（2月8日、かぐや姫Pt/妄想族）
- 唾液エンドレスのじゅるじゅる乳首舐め × トルネード寸止めオイル手コキ 2（2月8日、アロマ企画）
- トビジオっ! 学園ハイスクール 学校にいる間はずっと潮吹きっぱなし・失禁しまくる制服女子（2月10日、SODクリエイト）共演：白桃はな 東條なつ 白川ゆず 宮沢ちはる 茉宮なぎ 越智あいら 本田さとみ
- SOD女子社員第4回フェラチオシンデレラ選手権 現役女子社員30人予選大会 & 凄テク3人の決勝戦 全編完全撮りおろしの超大ボリューム480分SP!（2月10日、SODクリエイト）
- おむつで感じてしまう恥ずかしい少女達 おむつ倶楽部selection（2月11日、三和出版）
- 竿を喉奥に咥え込みながら顔動かさずに舌で亀頭かき混ぜ続けるフェラチオ（2月22日、アロマ企画）
- 変態M男AVマニアが憧れの本物女優に丸1日掛けて何度もナマ射精させられ徹底的に搾り取られる。生中2発・手コキ2発・男の潮吹き1発で限界の先へ… 宮沢ちはる編（3月1日、FS.KnightsVisual）
- 童貞中年 もし生まれ変われるなら… また、童貞に生まれたい。 宮沢ちはる（3月4日、ワープエンタテインメント）[21]
- サエない僕に同情した女子校生の妹に「擦りつけるだけだよ」という約束で素股してもらっていたら互いに気持ち良すぎてマ○コはグッショリ!でヌルッと生挿入! 「え!? 入ってる?」でもどうにも止まらなくて中出し! 12（3月10日、アイエナジー）
- 父親に反発する引きこもりの童貞な義理の息子を筆おろしする義母（3月22日、マザー）
- 超美少女レズ（1）（4月1日、BRILL）
- 愛する彼女がゴリゴリ体育会系のパワハラ上司に寝取られた話（4月5日、かぐや姫Pt/妄想族）
- 全開鼻フック（4月7日、RADIX）
- AV女優の恥ずかしい局部アップ 裸のコレクション（4月12日、MERCURY）
- 女子●生に間違えられるミニマム女子だって黒人チ●ポとハメ狂いたい 圧倒的体格差でプレスされメスにされる（4月23日、Shark）
- 「その子にしたかった事…全部、私にしていいよ」意気地なしのボクが初恋相手に抱いた妄想のすべてを円光女子にぶつけまくりの中出ししまくり！（4月26日、Hunter）
- 同じマンションに住む押しに弱いプリ尻人妻お姉さん 無自覚に誘惑してくるエロタイトワンピに我慢できず中出し三昧 宮沢ちはる（5月3日、ミセスの素顔/エマニエル）
- アナル舐めてもいいですか？6 お尻で悶絶する素人娘10人（5月17日、かぐや姫Pt/妄想族）
- 史上最高レベルにかわいい素人10名完全撮り下ろし永久保存版！奥までズッポリ絶倫ピストンディルドオナニー 9（5月24日、S級素人）
- 突然の侵入者から生挿入! 地に足を付けられない浮きっぱなし空中FUCKで屈辱イキした敏感新妻は中出しも拒めない（6月9日、ナチュラルハイ）
- マセガキ痴女3人組に童貞であることが発覚した教育実習生のボク!! からかわれながら両チクビ・チ●ポの3点責めで全方位キモチいい強制射精ハーレム学園!!（6月14日、BAZOOKA）共演：松本いちか 渚みつき
- 「こんなところでゴメンなさい…。でも、もう我慢出来なかったの…」トイレが故障で使えず膀胱限界の放尿婦人 36人（6月21日、アクアモール）
- 大好きな家庭教師にオマ○コをガン見されながらのオナニーを強要され我慢できずイキ潮をまき散らす噴射娘（6月23日、ナチュラルハイ）
- ガチ人妻ナンパ 結婚してるクセに独身を装う奥さんはSEXハードル低めだからワンチャン即ハメ120%OK（7月1日、h.m.p）
- 射精依存改善治療センター 異常性欲に苦しむ絶倫ち○ぽを医療従事者・坂井さん（既婚）がサポートします（7月7日、SODクリエイト）※主演は坂井千晴。宮沢は脇役出演。
- ちはるちゃんを探しています。歪んだ愛で汚され続けた育ち盛りの女の子（7月12日、REAL）
- あなたのチ●ポ洗います。6 素人アルバイト9人（7月19日、かぐや姫Pt/妄想族）
- 女×女の歪な性癖と肉体関係。 溺れゆくアブノーマルレズビアン ～こんな私でも愛せますか?～（8月9日、ビビアン）共演：栄川乃亜
- 素人娘の全裸図鑑 25 今時の女の子12名が恥らいながら脱衣していく様子をじっくり撮影した、変態紳士のためのヘアヌードコレクション（8月9日、かぐや姫Pt/妄想族）
- 野ション女子○生開脚拘束おしっこ噴射 ターゲット連鎖Ver（8月11日、電脳ラスプーチン）共演：前乃菜々 幾田まち
- 拘束レズレイプ 嫌がるマ○コが愛液まみれになるまでスロー指ピストンでイカされ続けた女（8月11日、ナチュラルハイ）
- 完全撮り下ろしP活女子○生8人! 美少女J○達をYENの力で好き放題に個人撮影!! 初めての大人チ○ポで膣奥ピスられ大絶頂! 最終的には「もうお金はいらないので…」と朝までおかわり連続生中出しセックス! 2枚組9時間超! 暑中お見舞い申し上げますSP!（8月12日、赤面女子）
- ドM美女のW顔面ハラスメント（8月16日、グローリークエスト）共演：もなみ鈴
- おマ●コとアナルがハッキリ見える 4 素人娘の超接写オナニー 11人（9月6日、かぐや姫Pt/妄想族）
- 思わず引っ叩きたくなるデカ尻ドМちゃん「お尻の穴までじっくり見てください」野外露出でヒクつく淫穴を見せつけ羞恥興奮に抗えず恥ずかし絶頂!（9月6日、山と空/妄想族）
- 素人娘の全裸図鑑 26 今時の女の子12名が恥らいながら脱衣していく様子をじっくり撮影した、変態紳士のためのヘアヌードコレクション（9月13日、かぐや姫Pt/妄想族）
- 肉厚デカ尻中出しオイルエステ（9月16日、ゲッツ!!）
- 家計のために… 寝取られ中出しされる美人妻180分（9月20日、STAR PARADISE）
- アソコに直穿きスポウェア女子 股間からじゅんっと溢れてエロエロモードに変貌エクササイズ!（9月24日、オイスター海運）
- オナサポ!! 女子○生 着衣で全裸で挑発的ダンス 3（10月11日、かぐや姫Pt/妄想族）
- 「お義兄さん溜まってるんでしょ?」 妻の出産のため帰省したら妻の妹たちはみんな無防備な格好してるから胸チラパンチラ当たり前でフル勃起! 当然バレてしまい慌てて隠そうとすると「溜まってるんでしょ」と妻の妹が妻の目を盗んで抜いてくれちゃいました…（10月11日、Hunter）
- 妻が寝取られている現場に遭遇したのに僕は何もできず、ただ妻が何度もイかされるのを黙って見ていた 宮沢ちはる（10月18日、ミセスの素顔/エマニエル）
- 蔵の中で緊縛調教される女子校生 修学旅行中に突然の拉致監禁そして強姦。二度と帰れぬ密室で悶え喘ぐ快楽地獄 宮沢ちはる（11月8日、グローバルメディアアネックス）
- マスク女子の卑猥なフェラチオ素人娘 2 12人（11月8日、かぐや姫Pt/妄想族）
- 『ちゃんとエッチできるかな? キスも不安…』 幼馴染と夢のSEXリハーサル! 久しぶりに出来た彼氏とのエッチ前にボクと練習したがる激カワ幼馴染!（11月8日、Hunter）
- 姉妹に拾われペットになった家出少年。ボクを拾ってくれたのは近所のヤリマン姉妹。（11月8日、Hunter）
- 【M男必見!!】 地味で真面目そうな女子生徒が実は超が付くほどド淫乱だった!? やらかしてしまった決定的瞬間を目撃され、弱みを握られ脅迫逆レイプ 呼び出された先で乳首やチ●ポをこねくり回されオモチャにされてしまった!!（11月8日、SCOOP）
- 増殖レズ覚醒 2 ～イカされた女が次々とレズに目覚めてレズり始める乱交計画～（11月10日、ナチュラルハイ）
- 究極JOI マスターベーションインストラクションSP（11月23日、ROCKET）
- ノーハンドフェラは奴隷の証! 6 手を使わずにフェラチオする12人の素人娘（12月13日、かぐや姫Pt/妄想族）
- 気づけば大乱交! 大学デビューしたてのウブ女子大生たちの中に隠れヤリマンが1人! そんなヤリマン女子のペースに巻き込まれたウブ女子大生たちは…（12月13日、Hunter）
- 部屋連れ込み隠し撮りSEX そのまま勝手にAV発売 13（12月23日、DOC）
- 大乱交合コン開催! 陽キャ美少女ビッチ vs イケメン! 本能のまま、家中で精子とマン汁果てるまで生パコしまくり! 学内でも屈指の一軍JD2人組! 3（12月23日、赤面女子）

- おま●この形状まるわかり! 薄いパンツの上からマン汁ぬるぬる透けオナニー 9（1月3日、かぐや姫Pt/妄想族）
- 【個撮】どこでもフェラ 9 11人（1月17日、かぐや姫Pt/妄想族）
- 上下のお口で精飲させまくり! 2人の妹はボク専用の精飲ペット! エッチしたくなったらいつでもできる言いなり妹たちに精飲させまくり! 中出ししまくり!!（2月14日、Hunter）
- この生徒たちは天使? 悪魔? 教師のボクが大人としてダメダメなことを見透かしているメスガキ2名に完膚無きまでに分からされてヌキまくられました…!（2月23日、.WorKs/FALENO TUBE）
- 異性として意識してない友達男女が初めての素股に挑戦ww ヌルヌル…くちゅくちゅ… クリトリスとち○ぽを擦り合わせると友情が性欲に負けて我慢できずにヌルッと挿入してしまうのか!? エロ覚醒して中出しエチエチしちゃった女子大生SP（2月24日、赤面女子）
- ここだけの話、脚や腿に特化した作品内のパンチラって結構ヌケると思う VOL.2（2月28日、アロマ企画）
- 酔うとキス魔→露出魔→アナル舐めまで求めてくる! 普段はボクに厳しい真面目な女上司の本性! 普段、超厳格な女上司と初めてお酒を飲んだら泥酔してキス魔に!? さらに服も脱ぎはじめてもう普段とは正反対! さらにアナル舐めまでねだってきて…!?（2月28日、Hunter）
- Howマンチョ? 私いくらで買ってくれますか? まおまん / ぱるまん（3月5日、GLAY'z）
- 誤爆!? 幼馴染が間違えてボクのスマホに自分のエロ画像を送信! 誤送信に気づいた幼馴染から削除して!というメッセージに「エッチしてくれたら…」と冗談半分で返信したら「…絶対約束守ってよ」とまさかのエッチができることに!（3月14日、Hunter）
- だれとでも定額挿れ放題! 中古車販売店編 月々定額料金さえ支払えば、中古車販売店内のどんな者種（女子）にも乗り放題! 発射し放題!?（3月14日、Hunter）
- 素人娘の全裸図鑑 29 今時の女の子13名が恥らいながら脱衣していく様子をじっくり撮影した、変態紳士のためのヘアヌードコレクション（3月21日、かぐや姫Pt/妄想族）
- ちん舐め好きな素人娘たちダブルくちマ○コ贅沢おしゃぶり12名（3月28日、S級素人）
- どこでもおしっこ! 素人娘の大放尿30人 スロー再生でじっくり鑑賞できるマニア向け映像 7（4月4日、かぐや姫Pt/妄想族）
- ノーハンドフェラは奴隷の証! 7 手を使わずにフェラチオする12人の素人娘（4月18日、かぐや姫Pt/妄想族）
- 素人ナンパでセンズリ鑑賞 15 見るだけでいいんです!だからちょっと僕のチ●ポ見てもらえませんか?（4月18日、かぐや姫Pt/妄想族）
- ♯超絶かわいいチアガール チアリーディーング部合宿（5月4日、素人39）
- 無自覚誘惑! お姉ちゃんのパンツがボクの目の前3cm! 義姉は新人エステティシャン! 真面目な義姉はボクの体で施術の練習! 必死にやるのはいいが無意識パンチラでボクを無自覚誘惑! 目の前にパンツがくるもんだから当然ボクは勃起してしまい…（5月9日、Hunter）
- 【個撮】どこでもフェラ 11 11人（5月23日、かぐや姫Pt/妄想族）
- バブみ全開! とってもかわいい保育士5名が童貞君の筆おろしに挑戦!? おっぱいチューチュー吸わせておチ●ポをよちよち甘やかし 母性溢れる授乳手コキで勃起した童貞チ●ポをそのまま5人の生マ●コにぬぷっ! ハーレム筆おろし連続中出しセックス!!（5月26日、赤面女子）
- AV史上最多!? 射精回数25回以上! 引っ越し先の団地で欲求不満の5人の若妻たちと数珠繋ぎFUCK! 勉強しないで毎日ヤリまくり!（6月13日、Hunter）
- マジックミラー号 部活帰りのアスリート女子大生が何度も射精させるほど高額賞金GET! 連続射精チャレンジ! 発射を促すためにキツキツ桃色おま○こに挿入も!? 青春ってすごく密なので… 大量26発射SP（6月22日、SODクリエイト）
- 先生はレズビアン?! 優しい家庭教師にマ○コが敏感過ぎて困っていると相談したばかりに早漏改善レズセックスをされてしまった敏感女子○生（6月22日、DANDY）
- 「クラスのマ○コはボクのモノ!」 催眠術でクラスの女子を集団催眠! ボクの言いなり! ヤリまくり! 中出ししまくり! ハーレム乱交状態!（6月27日、Hunter）
- 野外全裸露出レズ（6月27日、フェティッシュジャパン）
- MGC ACT.3 MAX GIRLS COLLECTION 2023（7月4日、MAX-A）他出演：緒川はる・逢見リカ・香澄せな
- 大学デビューしたてのウブな後輩女子と2人きりの王様ゲーム! 酔って豹変した女王様の過激な命令に抗えず精子が空っぽになるまで犯されてしまいました!（7月11日、Hunter）
- メンエスで気が弱い美人エステティシャンに紙パンはみ出し勃起チ○ポをパンティ越しのマ○コにグリグリ押し当て焦らし続けたら自ら求めてくるのか?（7月11日、Hunter）
- 洗脳リングに浸食されていくうたのおねえさん達! さあ。みんな。おねえさんたちと一緒におチ○ポの体操の時間だよ～!（7月20日、SODクリエイト）
- 全力鼻フック（7月20日、RADIX）
- 同窓会で人妻になっていた初恋の女と出会いラッキーSEXできちゃったもんね♡（7月20日、SWITCH）
- 近所の人妻のむっちり黒パンスト! 透けたデカ尻パンチラで誘ってきたからパンスト破ってズブズブ挿入しちゃったよ（8月10日、SWITCH）
- ファーストクラス絶品人妻ナンパ 17（8月11日、ホットエンターテイメント）
- JOI 私の前でしか精子出しちゃダメッ ちんシコ誘惑サポート 一緒にオナニーしよっ（8月15日、プリモ）
- あなたのチ●ポ洗います。9 素人アルバイト 8人（8月22日、かぐや姫Pt/妄想族）
- 美少女戦士セーラーアクアス 結婚初夜の悪夢! 変身を封印していた処女妻は再び戦士となる!（8月25日、GIGA）
- 金髪ギャルがハマった媚薬キメセク乱交パーティー アヘイキおま●こは感度爆上がりで大量失禁 脳バグ中出し昇天（9月5日、ABC/妄想族）
- 午前2時 涙の残業不倫（9月7日、YONAKA）
- ドスケベWギャル露天温泉 3 （9月8日、ま○こ銀行）
- 親友の彼女が責め痴女で親友の留守中にアナル開発されてメスイキさせられまくった僕。（9月12日、MEGAMI）
- 舞ワイフ ～セレブ倶楽部～ 174（9月21日、AROUND）
- 「えっ!? コレが実習?」 エステ専門学校に入学したら男はボク1人! 実習はタオル1枚の女子の体を触りまくり! ボクの股間は触られまくりでフル勃起! 4（9月26日、Hunter）
- 【素人個撮】どこでもフェラチオ6 激レア美少女10名（9月26日、S級素人）
- 自ら調教を望む変態マゾ教師 お嬢様学校 放課後調教倶楽部レズビアン（10月10日、ビビアン）共演：小松杏
- 「ちゃんと洗わなきゃダメだよ!」 ボクの事をいつまでも子供扱いする年上の幼馴染がボクの包茎チ○ポの皮を丁寧に剥いて優しく入念に洗おうとする!!（10月10日、Hunter）
- 甘サド & 辛サドWサンドイッチ囁き淫語! 優しい痴女と激しい痴女の交互責め逆3Pハーレム!!（10月12日、SODクリエイト）共演：優月まりな
- 悪戯痴女に監禁快楽を刷り込まれる脳イキ・メスイキ・拘束イキ（10月17日、M男パラダイス）
- わたし黒人さんと交尾がしたい! 好奇心旺盛 黒髪おぼこ女子が黒太棒ブチこまれてメスにされちゃいました!（10月17日、ミスマッチ/妄想族）
- 【密着Dキス5P大乱交SEX】140cm台パイパン美少女レイヤー様が【全員ベロ舐め奉仕＆連続即ハメ中出し】全身ぶっかけキンタマ空っぽになるまでザーメン漬け…他【童貞喪失HOWTOセックス】2本立てSP（10月24日、全日本カメコ協同組合/妄想族）
- セクハラ面接 狙われた就活生（11月2日、素人39）
- 凌辱温泉 アナルの湯（11月7日、アタッカーズ）
- 素人女子大生限定! パンティ素股でカチカチち●ぽがアソコに擦れて赤面発情! クロッチは恥ずかし汁まみれ! そのまま生で擦り合わせて、ヌルヌルワレメに結局つるんっと入って生中出し!! ウブなハニカミ娘編（11月10日、赤面女子）
- 男子禁制女子寮でスローピストン! サイレントSEX! すぐ横でルームメイトが寝てる! 声を押し殺してエッチしてたけどバレていたみたいで、後日…（11月14日、Hunter）
- 「私たち気持ちいいでしょ?」 婚期を逃したアラサー女子2人がヤケ酒で性欲爆発の大乱交!? 搾り取られるだけのボクらは朝までセックスをされ続けて…（11月14日、Hunter）
- The FIRST FAKE 憑依転送 下僕扱いするギャルJ系の腕・足・体と心すべてを一週間かけて完全ノットリJ系転生した話（11月21日、山と空/妄想族）
- 最強小悪魔タッグ!! 乳首舐めマイスター《宮沢ちはる》× べろちゅークィーン《有村のぞみ》!!（11月21日、アロマ企画）
- 【G1】美少女戦士セーラーアクアス & セーラーフレア セーラー物語-光から闇 闇から光へ-（11月24日、GIGA）
- 超ヒロイン拷問研究所 悪賊に捕まって嬲りものにされる正義の使者 完全撮り下ろし! 残酷の物語3話収録（11月27日、MERCURY）
- ぶれいんくらっしゅ●●連鎖 ～極悪おじさんによる独り占め女子◎生! サブスク●●やれるだけ中出しトッピング編～（12月1日、ゲッツ!!）
- MM号特別編「ザーメン50ml溜めるまで逃さないからね!」仲良しAV女優2人組による極上チ○ポ責め逆3Pハーレム乱交 in ザ・マジックミラー（12月5日、DEEP'S）
- お尻を突き出しサイレントおねだり! ゲームに夢中でボクの話を無視するゲーマー妹。頭にきて妹のチクビを触ったけど無視! でも実は感じていたらしくバック挿入 & 中出し! チクビをいじってもコントローラーを離さなかった妹がボクのチ○コをおねだりほど淫乱化!（12月12日、Hunter）
- いつものSEXじゃ満足出来ないんです…真・絶頂して愛液が溢れるまで性感帯を刺激する欲求不満オンリーの女性用M性感ヘルス（12月26日、REAL）
- オジさんおチ●ポお試ししたパイパンミニマムM娘が濃厚な粘着質ファックでイカされまくった!（12月31日、オリンポス）

- 前略四畳半の奥様 ちはるさん 28歳 ●素人四畳半生中出しシリーズ（1月11日、プラム）
- 裏オプの女王!! 2 男を確実にイカせる妙技と未体験オプションの数々!! これがリフレ嬢の匠の技だっ!!（2月8日、LEO）
- 3年間ずっと一緒にいてくれてありがとう 毎日3人でいたけど今日で最後 ホントはずっと嫌いだったからレ×プしてもらったんだ 親友売ります2（2月9日、ハラスメント）
- 現役チアガールが挑戦！デカチン素股！いつもみんなに元気を与えてくれるチアガールたちをデカチンで熱烈応援wクリトリスとチ○ポを擦り合わせ恥ずかしさと気持ちよさでヌルッと挿入！そのまま連続生中出し！（2月9日、赤面女子）
- 純粋で生意気なメスガキをおじさんオチ●ポでわからせ性交 媚び媚びオジサマ大しゅきになっちゃった（2月13日、宇宙企画）
- 馬乗りクンニでマン汁ちゅーちゅー吸わされながら乳首弄りフェラチオでち〇ぽじゅるじゅるしゃぶられ続ける（2月13日、アロマ企画）
- 睡姦わいせつ検診 ～鬼畜行為で汚された女子社員5名～（2月15日、ピーターズ）
- 密着しながら淫語で誘惑する痴女お姉さん（2月20日、デジタルアーク）
- 悪ノリ2 盗撮魔をお仕置きするJ●グループ（3月7日、素人39）
- 【顔晒し】債務者の娘。2 借金まみれの両親のかわりに、嫌がるのを完全無視して容赦なく体で払えと口を塞がれもがき中出しさせられた学生さん4名（3月7日、素人39）
- マンション売春婦 囚われた肉体（3月19日、FAプロ）
- 義姉2人がボクの奪い合い! 「どっちとエッチしたい? 私の方がエッチなの! 見て…」 ボクの目の前で見せつけレズ開始! ボクは我慢できなくなり…（3月26日、Hunter）
- 姉ハーレム! ～引きこもりの弟の性処理をしてあげる‘優しい姉’と弟を使って性欲処理をさせてる‘身勝手な姉’どっちが好き?～（4月2日、下半身タイガース/妄想族）共演：Nia
- 完全撮下ろし新作3タイトル収録 襲われた女 ある戦慄 the incident（4月2日、アタッカーズ）他出演：西野絵美 七海ティナ
- 万引き少女A 2（4月4日、素人39）
- 清楚で真面目な優等生美少女はおじさん大好き 媚び媚びイチャラブSEXしよ 01 4時間（4月9日、BAZOOKA）
- 【自撮り】どこでもオナ3 露出癖アリ変態素人10名 公衆トイレ・学内トイレ・雑居ビル階段等（4月23日、S級素人）
- 姫戦士プライド崩壊 プリンセスナイト・リリア（4月26日、GIGA）
- 本気の白濁マン汁を垂れ流してイキまくる!! 素人娘のおま〇こズボズボ指オナニー 7（5月1日、OFFICE K’S）
- 「ケツ穴舐めてください」ムッチリ巨尻揺らしてデカ肉棒で絶頂ハメ潮まき散らす ドスケベ奥様（5月7日、イルカ/エマニエル）※「千春さん (28)」名義
- 舐めレズ（5月23日、RADIX）共演：桐香ゆうり
- 変態ベロ唾液マニアックス 美少女の卑猥なベロと濃厚粘着唾液をとことん味わい尽くす 宮沢ちはる（5月23日、フェチ眼）他出演：千石もなか
- ［ライブハウスちかん01］＃バンギャ＃生ハメ＃絶望＃中出し（5月24日、ハラスメント）
- あなた、許して…。 背徳の火遊び（6月4日、アタッカーズ）
- コンカフェ嬢襲撃【秋葉原・メイド・アイドル志望】（6月6日、素人39）
- 『えっまだするの? 何回、私の中に出すつもり? もう無理! イキ過ぎて頭おかしくなっちゃう!』 童貞絶倫少年が義姉を追いかけまわして超絶高速ピストンで勃起しなくなるまで何度も中出し! 3（6月11日、Hunter）
- 「このまま中に出しちゃう?」 義姉は弟に密かな恋心! 我慢できず密着淫語で誘惑! 耳元で淫語を囁かれながらのピストン騎乗位で抜かずの連続中出し!（6月25日、Hunter）
- 「オナニーすることは恥ずかしいことじゃないよ♡」 アナタを全力で勃起させにくる! パンチラオナサポ娘（6月27日、フェチ眼）他出演：千石もなか
- 告白・角オナニー & うつ伏せオナニー 女の子のリアル脚ピーンオナニー（6月27日、フェチ眼）
- 「あなたの普段のオナニー見せて下さい」と羞恥の公開オナニーさせられてたら我慢できずにチ〇ポが欲しくなってしまった素人娘（7月1日、OFFICE K’S）
- とある男の秘録集 09（7月9日、ティーチャー/妄想族）
- 生ハメバック制裁! オジサンの事を見下している生意気な塩対応P活少女達を理解らせ。バックの途中でコンドームポイッ!! そんなに顔見せたくないならケツ穴だけ貸せwww（7月12日、赤面女子）
- ガスマスク3 夢の中でHighにさせられたオナホ女8名 ※イキ過ぎ注意（7月26日、ハラスメント）
- 身代わり性奉仕 私のアナルを使ってください。（8月6日、アタッカーズ）
- ちっぱい娘おしゃぶりパイ擦り射精（8月15日、プリモ）
- 「勃起乳首」と「感じる顏」をじっくりと魅せる乳首だけでイッちゃう8人の女たち（3）（9月1日、OFFICE K’S）
- 宮沢ちはる引退作品 女教師レ●プ 狂乱の放課後（9月3日、アタッカーズ）
- 万引き スーパーの人妻たち ●メス堕ちしたミニロリ系人妻 ●気弱でヤラレるがままの美乳妻 ●剛毛マン毛のスレンダー巨尻妻（10月10日、プラム）
- 完全主観 5人の女性による5日間連続オナニー射精管理1日1オナニーで展開する悶絶の5days（10月24日、フェチ眼）
- W足裏ハーレム 酒池肉林（11月21日、レイディックス）
- ちんスメ嗅ぎ子 チンカス付き無洗汚チ●ポ嗅がせて強●フェラ！！（11月26日、うさぎ/妄想族）
- カメラの前でおしっこする女 5（11月26日、グローリークエスト）
- 酔っ払ってガードがユルユルの奥さんのスーツ姿にもう我慢出来ないっ！3（12月3日、下半身タイガース/妄想族）

- 受身な男性様ご優待 女性主導 性感サービス オイルM性感 温泉洗体エステ 逆夜●い性感（1月28日、まるかあの/妄想族）
- ありがとう！【宮沢スペシャル！】●っ払い奥様ちはるさんの媚薬ガンギマリ撮影会＆仲良し奥様と悪乗り上司チ●ポ早抜競争！＋フレッシュ新人OLちはる総集編付き2枚組360分 豪華版（2月4日、下半身タイガース/妄想族）

### アダルトビデオ -VR-
- パイパン美少女と生中出しSEX 宮沢ちはるちゃんと3D VR SEX（12月22日、REAL FILE VR）

- アニマルコスで発情!? 4 ウサギ手マン絶頂2回 「イっちゃいそうぴょん…」×狼フェラ×ヒョウ激SEX絶頂6回 「気持ちイイぴょん」手マンをおねだり「ガオーwガオーw」 笑顔でフェラ「豹だから激しい感じだね…w」激しい腰振りで襲っちゃう（10月27日、ブイワンVR）
- 連れ去られ! 数日監禁服従調教強いられ完堕ち絶頂31回 従順種付け肉壺に…（11月20日、ブイワンVR）

- 付き合った彼女が初めて家にやって来て、親がいないから今日エッチしてしまうのか？とお互い緊張しつつも、ようやくエッチな雰囲気に! 処女だと思っていたら実は超敏感女子で痙攣しまくるほどイキまくるVR（5月29日、ROYAL）
- 涙腺崩壊!? 余命一年の俺と赤ちゃん孕ませ中出しセックス（6月7日、ちんちんVR）
- これからこの娘をハメ撮ります。敏感パイパン美女 ちはる（7月24日、CRYSTAL VR）
- HQ超激的高画質 パンチラを堂々とガン見できちゃうVR 23人SP！（8月28日、Hunter）
- 女体化VR（9月4日、KMPVR）
- マッチングアプリで出会ったコがまさかの性欲モンスター! 1泊2日で射精管理されてしまった!! 宮沢ちはる（9月18日、KMPVR-彩-）
- 【自己紹介VR】人気AV女優が丁寧に名前からオナニーの仕方までアナタに伝えてくれる「私のこと知ってください!」（9月19日、SODクリエイト）
- 射精コントロール! オナ指示痴女 先生と生徒編 オナ見られ→オナ指示に展開する最強のJOI（9月20日、CASANOVA）
- 乳魔ちゃんVR目の前が真っ白になるほど乳汁噴射！！（9月23日、SODクリエイト）
- 巷で流行りのタピオカ屋美人店員Cさん（10月4日、KMPVR-bibi-）
- 競泳水着VR（10月16日、KMPVR）
- 腋VR（10月17日、KMPVR）
- パパの書斎で勃起薬をキミに飲ませ大人のおもちゃを使って愉しむ連続昇天中出しセックちゅ♡（10月25日、こあらVR）
- 大好きな彼女♡ ニートの僕を甘やかしてくれる献身的な彼女に尽くされ愉しむイチャラブ濃厚中出しセックス（11月10日、こあらVR）
- 童貞の弟にえっちな事を教えてあげるロリお姉ちゃん（11月15日、CASANOVA）
- 一生で一番エロい敏感ピュア系コンパニオン!! 明日も指名したくなる学園系夜這い風俗店（11月26日、KMPVR）

- 乳首責めVR（1月17日、KMPVR）
- 顔騎地獄（1月24日、KMPVR）
- 錦糸町B店全面協力！本物店舗で撮影した超リアルハプニングバー体験 VR ～会社の同僚宮沢さんと～（1月24日、ナチュラルハイ）
- 終電を逃した僕は「先輩は何もしなさそう」とかわいいバイトの後輩の部屋に行くことに。次の日の朝、起き抜けに、最高の朝セックス。バイトの後輩ちはる（1月31日、KMPVR-bibi-）
- ず～っと射精 激しく感じ合う極限ナマSEX（2月20日、KMPVR）
- SCOOP VR 2周年記念特別企画！！超リアルVRピンサロ体験HQ特別版！！都内No.1の最強ピンサロ店に完全潜入！ランキング上位の嬢を独占！1対1あり、ハーレムコースありの超長尺350分！さらに嬢とのアフターお約束SEX特典付き！（2月25日、スクープ）
- すごいパンパン音のヨダレ垂れまくり汗だく覆いかぶさり騎乗位が最高なちはるとのイチャラブ性交【生ハメ】ヒクヒク動く美アナル超接近とヨダレが降ってくる立ち手マンと唾液飲ませ対面座位とエビ反りイキ抱きしめ正常位と羽交い絞め激ピスバック【中出し】（2月27日、アリスJAPAN）
- ノーモザイクオナニーVR（2月28日、KMPVR）
- 日焼け姪っ子姉妹VR（2月29日、TMA）共演：有栖るる
- パイパンマ○コ見せつけVR（3月3日、KMPVR）
- 3DVR 本サロレストラン 6（3月13日、FS.KnightsVisual）
- 究極のベロテクで顔面をしゃぶり尽くす’舐め専門ヘルス’のNo.1嬢と粘膜絡み合う特濃性交!（3月18日、KMPVR）
- マッサージをするVR（4月3日、KMPVR）
- 悪戯夜這いVR（4月5日、KMPVR）
- ちはる女王様の調教部屋（4月7日、サロメ・プロローグ）
- ハイレグ VR（4月16日、ケイ・エム・プロデュース）
- あのちょっと見てもらえませんか? 隣人に頼まれ部屋についていくと問答無用にオナニーを見させられ中出しセックスまでさせられた日曜日の夜。（4月23日、CRYSTAL VR）
- 町内会の集会場でふんどし娘とわっしょいSEX（4月24日、ナチュラルハイ）
- 入社3日目 宮沢さん（4月30日、SODクリエイト）
- 5年ぶりに故郷に帰省した僕は幼馴染二人とだべりながら久々に川の字で就寝… のはずが シンクロ率が半端ない最強コンビネーション夜這いプレイに瞬殺 甘酸っぱい三角関係VR（5月7日、kawaii*）共演：有栖るる
- 集団キメセクVRスペシャル!! 【SODVR700本記念超大作】 媚薬・覚醒・絶頂・SEX中毒になった女子大生たちににキメパコ好き放題ハメ倒されまくるVR（5月13日、SODクリエイト）共演：奏音かのん 浜崎真緒 中尾芽衣子
- 「今日も一日おつかれ様でした いっぱい癒やしてあげるね」～ただ…美女に「お疲れ様」と言われたい… そんな貴方のための特別な癒やしのVR～（5月17日、KMPVR）
- 超★絶景オナニーVR 股間ガン見! 顔ガン見! アナルガン見! ノーモザイク! カウントダウン! オナニー美女10名130分!（5月21日、CRYSTAL VR）
- 同窓会の帰り道、酔いつぶれた僕は同級生の女子たち（学園一のマドンナと幼馴染）と一緒のホテルで一晩過ごす事になり、神展開になったVR!（5月27日、アタッカーズ）共演：逢見リカ
- 射精ペニバン女子○生のせんずり指示VR（6月12日、ナチュラルハイ）
- ロリかわデリヘル嬢と【イチャラブコース】で恋人気分! ホントは本番禁止のルールだけど… こっそり内緒で中出しエッチ!（6月26日、CASANOVA）
- まさかの逆転劇? 合コンに失敗して意気消沈する草食系の僕が逆ナンしてきた肉食系セレブ妻達にそのままお持ち帰りされ4P痴女SEX（6月26日、マドンナ）共演：八乃つばさ 七海ひな
- 女子寮潜入 女子大生オナニー観察（6月29日、プリモ@VR）
- 女子●生公衆トイレレ●プVR（6月30日、TMA）
- まんぐり天国（7月9日、KMPVR）
- 【CFNM】美大生のデッサンモデルになった僕のチ●ポ【JOI】（7月10日、CASANOVA）
- 愛しのちはる 童貞だった僕が彼女と結婚するまで（8月7日、ちんちんVR）
- サキュバス4体×エルフ1体×乳魔1体×ゾンビ2体 妖艶×魔族と性欲尽き果てるまで濃厚異種姦200分over！！！（9月10日、SODクリエイト）
- 天井特化アングルVR～キス・顔舐め・顔騎編～（9月24日、ケイ・エム・プロデュース）
- LOVE LOVE 天井特化アングルVR ～性欲モンスター再び～（9月25日、KMPVR-彩-）
- 元カノをキメセク洗脳!! 嫌がっていた元カノが飲めば飲むほどキメセクオーガズムを思い出し淫乱痴女化で大暴走!（10月1日、KMPVR-bibi-）
- 女子校生の口移しVR（10月3日、KMPVR）
- マセガキ娘とウブ娘。駄菓子屋の奥に仲良し2人組を連れ込んで、セミの声をかき消すほどに喘がせた3P！（10月8日、SODクリエイト）
- 痴JOI!（10月9日、CASANOVA）
- 女子校生による顔騎VR（10月10日、KMPVR）
- だいしゅきホールドVR 『センパ～イ抱っこして♪』後輩J○が先輩の僕にくっついて離れない! 挿れっぱなし超リアル駅弁・座位・カニバサミアングルを完全密着体感!!（10月12日、SODクリエイト）
- シミパン観察VR（10月19日、KMPVR）
- 超接近！覆いかぶさり寝バックVR 寝落ちした僕が絶倫と知らず咥えてきた小悪魔な後輩と秘密の社内セックス！それでも満足できない僕はイってる後輩を無視して圧迫！ガン突きしまくった（11月3日、RADICAL-KMPVR-）
- 自粛生活でなまった体をトレーニングとオナニーですっきりしようVR（11月6日、KMPVR）
- 天井特化アングル唾垂らし唾飲ませJOI（11月26日、ケイ・エム・プロデュース）
- 卒アルデリヘル VR 憧れだったあの子を指名できる不思議な卒業アルバムを手に入れた（11月27日、ナチュラルハイ）
- 絶倫姉妹 父の再婚相手の連れ子が性欲が強すぎて親に内緒でどんな時も姉妹平等に毎回2度ヌキしてくる（12月24日、SODクリエイト）共演：枢木あおい
- 乳首しか勝たん! 乳首はズッ友! 「先輩、いつも乳首触ってません? キモッ!」 吹奏楽部の肺活量がエグいバキューム乳首吸引 ジュルジュル & ギュンギュン左右シンクロ乳頭責めWチクビッ痴（12月31日、kawaii*）共演：あおいれな
- 都会から自然教室に来た3年2組の女の子 ～キャンプ場管理人による日焼け美少女わいせつ性交～（12月31日、TMA）共演：永瀬ゆい 前乃菜々 純真かれん

- ボクの幼なじみはAV女優の宮沢ちはる。（1月14日、ファンタジスタVR）
- 【全編ノーモザイク】AV女優・ブルマ・デカ尻・アナルコレクション（1月14日、V&R PRODUCE）
- 私の人生めちゃくちゃに壊れてしまっても、先生に孕され続けることが私の悦びだと思っています。（1月16日、AverVR）
- 世界一危険なボクの小悪魔妹（1月21日、ファンタジスタVR）
- 【野外露出×個撮ハメ撮り】パイパン天使を野外SEXで性開発！清純ロリ保育士が秘めたヘンタイ性癖をむき出しにして絶頂を繰り返す精子ドバドバ中出しSEX！！（1月22日、しろハメVR）
- 【アナルVR解禁】3年A組宮沢さん 学校終わりにラブホでアナルハメ Pussy to Anal ループ中出し（2月8日、SODクリエイト）
- 【M男専用VR】「てめぇさっさとシコれよ!」進学校に通う清楚な顔した黒パンスト穿いた義妹が上から目線で見下し淫語オナサポ/ビンタ/脚コキ/唾吐き/濃厚フェラ! 罵倒されフル勃起したチ○ポにガニ股生挿入! 卑猥な腰振りで何度もイキ乱れた!（2月16日、V&R PRODUCE）
- だれとでも定額挿れ放題！VR 月々定額料金さえ支払えば、校内の女子生徒や女教師でも誰でも挿れ放題！都市伝説では聞いた事あったんです。そういうシステムが導入されてる学校があるって…。でも、まさかうちの学校に導入されるなんて！！『定額挿れ放題』まさに…（3月9日、Hunter）
- イキ乱れオナニーVR（3月18日、KMPVR）
- S級総勢16名の超フェチ図鑑！持ってけ総勢16人百科事典! vol.2（3月25日、VR総研9課）
- ノーモザイク！！！ ムレムレ染みパンティオナニー（3月26日、プリモ@VR）
- 女体変態フェチ図鑑VR 宮沢ちはる（6月13日、VR総研9課）- 『S級総勢16名の超フェチ図鑑！持ってけ総勢16人百科事典! vol.2』から宮沢ちはる出演シーンを単体リリースしたもの。
- 家政婦呼んだらまさかのスク水ニーハイ姿のプリ尻娘が! ハミ出る尻肉! 足に張りつくニーハイに興奮した僕は我慢できずフル勃起! 責任を感じたのかベロキス/耳舐め/ニーハイ脚コキ/濃厚フェラの挙句、騎乗位でチ○ポ挿入! 激しい腰振りで何度もイキまくり…（4月5日、V&R PRODUCE）
- 学校教員になった僕の美少女わいせつ記録（4月22日、TMA）共演：松本いちか 夏目しおん 涼花くるみ
- キッチンで作業する彼女にセクハラ! 怒られるもめげずにセクハラしていると欲情した彼女が迫ってきて… キッチンでイチャラブエッチ!（5月7日、CASANOVA）
- 毛も生えてないつるつるマ●コにギュギュギュっとザーメンを情けなく搾り取られるチビッチ抱っこ性交（5月13日、SODクリエイト）
- 家に帰るとニートの兄が必ずちんぐり返しをしています（5月21日、CASANOVA）
- 町内会長による田舎美少女野外いたずら日記（5月28日、TMA）共演：松本いちか 泉りおん 皆月ひかる
- 女体変態フェチ図鑑VR 宮沢ちはる（6月13日、VR総研9課）
- 果たして誰に喰われちゃうのか？イベントサークルに入ったらヤリマン女子だらけで男は僕1人！！しかもサークル打ち合わせと称して1週間両親不在の僕の家で昼から宅飲み！！飲むだけならいいのですが我先にと僕を奪おうとしてくるんです！！しかもしかも…（6月16日、お夜食カンパニー）※TYPE-A～TYPE-Dまで同日に配信。
- 同じ大学へ進学した同級生は清純派を擬態したヤリマンbitch（6月18日、KMPVR-bibi-）
- 緊急事態ナマ性交 美人ホテル客室員によるGoToSEX逆夜這いサービス（7月4日、KMPVR）
- 変態フェチセレクション 浮きブラ（7月14日、VR総研9課）
- 女子○生 フェチ図鑑VR 見せつけアナル vol.1（7月28日、VR総研9課）
- 女子○生 フェチ図鑑VR パンチラ（8月4日、VR総研9課）
- 奴隷客船VR ～女同士命がけのサバイバルギャンブルクルーズ・エスペランサ号編～（8月12日、MOODYZ）共演：一条みお
- スーパー銭湯の男湯で出会ったW痴びっ子姉妹の標的にされた僕。 からかい悪戯で勃起させたチ○ポに勝手に跨ってナマ挿入の取り合いされちゃった（8月18日、本中）共演：永野いち夏
- パンチラ×太もも×ニーソ 絶対領域VR 4（9月11日、CRYSTAL VR）
- パイパンエンジェル・宮沢ちはるが【見下し視線で猛烈痴女!】【淫語、ベロキス、顔面舐め回し、足コキ】怒涛の責めで【連続5射精】させられた極エロVR（9月17日、こあらVR）
- 「大好きって言ってよぉ!!」 最愛の彼氏と破局寸前! 号泣イチャラブ濃厚中出しえっち（10月15日、こあらVR）
- 競泳水着 尻揉みイキVR（12月29日、KMPVR）

- 【ノーモザイク】終始パンツは脱がせずに手コキ＆フェラで射精させてくれる パンツ越しチ○コいじりVR（3月2日、SODクリエイト）
- 【JOI×女医】射精依存クリニックのダブル美人女医による敬語JOI治療 知性的な淫語と連続寸止めで律してくれるオナニーコントロールプログラム（3月16日、SODクリエイト）共演：古川いおり
- KMP20周年記念! セックスは世界を救う! 究極のピースフルオフパコ開催スペシャル!! ～天井特化騎乗位で5回連続ヌイてあげる～（4月1日、KMPVR）共演：枢木あおい 稲場るか 松本いちか 皆月ひかる
- 人気AV女優とハーレムシェアハウスSP（4月23日、KMPVR）共演：枢木あおい 稲場るか
- 【囁き淫語 & 舐め特化VR】16人完全撮りおろし（5月19日、こあらVR）
- 野外美少女わいせつ映像VR（5月30日、TMA）
- JOIされながら私のオナニー見たいんでしょ?（7月29日、KMPVR）
- 乳首だけでイケるように開発して?（8月11日、KMPVR）

- デカ尻の重みを貴方の顔面に一点集中。大きなお尻に踏まれたい。（3月13日、KMPVR）
- 全肯定カノジョ。「すぐイッちゃって、いっぱい出してくれる君が最ッ高に好き。」早漏で絶倫のぼくをちっぱいで包んで愛してくれる癒し天使。（5月8日、SODクリエイト）
- 5年ぶりに再会した姪っ子が生意気ビッチギャルになっていた件。露出しすぎな格好と誘惑ダンスに興奮した僕を罵倒してきたので、大人チ●ポでわからせたらめちゃくちゃデレながら腰を振りまくる! 宮沢ちはる（5月18日、SODクリエイト）
- おっぱい大学パイズリ専攻 -爆乳教授とちっぱい生徒の水曜5限・Wパイズリ特別講義-（7月17日、SODクリエイト）共演：優月まりな
- 【大人の青春VR】結局どっちの事が好きだったのVR（10月25日、お夜食カンパニー）
- テクは最強だが、マ●コは最弱。校内どこでも発情し、ぶっ通しでエビ反り痙攣を繰り返す校則違反なボクたち（10月27日、KMPVR-彩-）
- 【KMPVR全レーベル4000本記念特別版】【オナサポ特化4シチュエーション × 約5時間】 私立オナサポ学園 クラスメイトが合法的に僕のオナニーをお手伝い!? パンチラに! 耳責めに! レズに! 射精管理まで!? あま～い青春をエロで彩るハーレムSP（10月27日、KMPVR-彩-）共演：沙月恵奈 乙アリス 柏木こなつ Nia 星空もあ 春凪星花

- 教え子に手を出す教師の性教育実習（4月30日、TMA）
- 夢のピンサロ10回転コース 9人のピンサロ嬢と入れ替わりノンストップ10回転 この中で中出しできる女の子は誰だ！？ ピンサロインフルエンサー300回さん監修 花びら10回転実話を再現（12月8日、本中）

### アダルトビデオ -配信-
- 初めての羞恥体験撮影 01 ちはる 20歳 大学生（1月27日、シロウトTV）
- ゆりえさん（6月18日、E★ナンパDX）

- ちはる (beitc112)（4月18日、バイトちゃん）
- ちはる (tokyo474)（6月17日、Tokyo247）
- 家まで送ってイイですか? case.106  せいこさん 25歳 栄養士 チ〇コに狂った栃木のドM! 自己犠牲がキモチいい究極の“尽くす女”⇒『笑えば何とかなる!』涙の過去と笑顔の練習⇒凌● × スパンキング × 泣いて喜ぶイイ女⇒三面鏡イキ顔連発! 呼吸困難壮絶明け方セックス⇒消えた元カレ… 借金背負い決意した“最後の手段”とは（7月27日、ドキュメンTV）
- ■顔面偏差値SSSランク美人女子大生! 潮吹きまくりでデトックス完了! ■※アイスクリーム屋さんでバイトするスレンダー系美人女子大生にファッションチェックさせて下さいin高円寺 ※彼氏を元カノに取られて絶望中 ※ちっぱいにコンプレックスあり「谷間は正義ですよね」 ※ソフトSMに興味ありのM娘ちゃん ※水着が透ける程大量のマン汁でぐちょぬれ状態※天井見ながら妄想オナニ― ※何回イッたか∞のイキまくり※スレンダー系パイパン美人女子大生がイキまくり、潮吹きまくりの快感SEX! あやみ 21歳 服飾系大学3年生（8月5日、プレステージプレミアム）
- 宮薗千秋（8月20日、恋する花嫁）
- ちはる (yariss055)（9月8日、やり狂う! スケベなセフレ達）
- ちはる (garea480)（9月18日、G-AREA）
- ちっぱー (mgmr101)（10月17日、素人ホイホイ）
- ちはる (orec210)（11月22日、俺の素人）
- いいなり敏感M娘◆テニサー所属の女子大生ちはるちゃん(20歳)は頼み込んだら断れない & 流されやすい言いなり娘?! ラブホテルに入ればエロい雰囲気にも押され清楚に見えるルックスからは想像出来ないムッツリMな本性が露に! 「乳首噛まれるの好き…」と噛ミングアウトして悶えるビクビク敏感セックス!!：いくらでラブホ!? No.013 ちはる 20歳 女子大生 (テニサー所属)（11月22日、プレステージプレミアム）
- みぃちゃん（11月23日、素人ホイホイZ）
- 【ドスケベ小動物】低身長スレンダーな大学生を彼女としてレンタル! 口説き落として本来禁止のエロ行為までヤリまくった一部始終を完全REC! 人懐っこい小動物系女子かと思いきや、セックスが始まると大人のエロスが覚醒! クリでも膣でもイキまくるひたすら痙攣しながらイキまくる!! ちーちゃん 20歳 大学生（12月16日、プレステージプレミアム）

- ちはる (realf353)（2月7日、Real-file）
- ちはる (scute880)（4月26日、S-Cute）
- ス○バ新入社員のチヒロちゃんは働いている時とはまったく違う顔を見せる清楚系ドM隠れ変態娘だった!! スパンキングと喉奥イラマが大好物!! 顔射 & 中出しを懇願しちゃうドMの欲しがりパイパン娘に特濃2連続大量発射!! チヒロちゃん ス○バ新入社員（5月1日、プレステージプレミアム）
- ちはる (with014)（5月19日、S-Cute）
- ちはる 2 (orec315)（5月22日、俺の素人）
- ちっぱー 2 (sweet017)（5月29日、素人ホイホイSweet）
- ちはる（6月7日、クマネコ本舗）
- 【裏風俗】全国裏風俗紀行 in 聖地五反田 撮られ好き! サービスMEGA盛☆正統派清純美少女をベッドで! お風呂で! 楽しくハメ撮り! ユキちゃん編（6月8日、黒船）
- ちはる (sqb003)（6月19日、シロウト急便）
- スマイル天使は裏ドM!? スパンキングでマ○コ感度アップ（6月23日、クマネコ本舗）
- CHIHARU (oretd512)（6月26日、俺の素人）
- ちはるさん (oretd518)（6月27日、俺の素人）
- 「まだイッたらだめだよっ!」 美少女に焦らされまくり! 極限の勃起状態! 暴発寸前の地獄の快楽! 極上スロー手コキ（6月27日、DOC）
- ちぃ（7月12日、snipe）
- ちーちゃん（7月12日、FC3＠素人パコパコ動画）
- ちーちゃん 2（7月26日、FC3＠素人パコパコ動画）
- 黒髪美少女はSッ気50%腐女子!?（8月7日、クマネコ本舗）
- ぷるツヤ口マ●コ美少女のジュブジュブノーハンドフェラ! おクチだけで精子を根こそぎ狩り取る!（8月8日、DOC）
- ヤリマン数珠つなぎは終わっていなかった! 首の皮一枚で繋がった【本家】数珠つなぎ! SEXしたすぎてスタッフに直電してきた女！ちんシャブ大好き激かわ娘! ［イラマ・ノーハンド・バキューム・タマ舐め］フェラの四段活用で全力ちんシャブ三昧! 小さなお口で頬張りながら大量潮吹き! 膣長9cm IN デカチン20cm子宮直撃! 腰砕けFuck！かわいいお顔に特濃ザーメン大量ぶっかけ!! ＜エロい娘限定ヤリマン数珠つなぎ!! ～あなたよりエロい女性を紹介してください～ 31発目＞ ちはる 23歳 カフェ店員（8月12日、プレステージプレミアム）
- ちはる 3 (orebms051)（8月31日、俺の素人）
- ちぃ 2（9月13日、snipe）
- ちはるさん（9月20日、素人おかしや）
- ちはる あどけな顔のちっぱいナースと布団の中で密着セックス（9月28日、しろうとまんまん）
- 【地下アイドル個撮】押しに弱いアイドル意識高めなパイパン娘とハメ撮りセックス! 敏感すぎるびしょ濡れオマ〇コに無許可中出し成敗ww ちはる（10月5日、黒船）
- 【ちっぱい】バストアップマッサージ【美乳】ちいぱる（10月14日、しろうとまんまん）
- ちっぱー（10月24日、イマドキ素人）
- ちぃ 3（10月25日、snipe）
- ちはる (orerb001)（10月30日、俺の素人）
- ちはる (per228)（10月30日、%OFF）
- 押しに弱すぎる水着美女を即ハメ☆純粋そうに見せかけて「汗のにおい興奮する…」なんて勃起チ〇ポをクンクンしちゃうドエロ娘に大量発射ww ちはる（11月1日、黒船）
- 絵里（11月6日、ION イイ女を寝取りたい）
- 脱水寸前!? 汁っけNo.１美少女!! ヨダレ! 汗! まん汁! 大潮連発の上も下もフルスロットルお汁ダクダク系アイドル級のちっぱい美少女セフレご紹介!! おじさんのイヤらし老獪テクニックでエビぞり連発の激イキでハメ潮!! ＜おじさんずラブ 001：ちはる＞（11月8日、プレステージプレミアム）
- ちぃ（11月9日、港区女子）
- たえ (inst003)（11月21日、いんすた）
- ひかり (ad014)（12月5日、アイドリ）
- ちはる（11月29日、ゲリラ）
- たえ 2（12月12日、いんすた）
- 【プールナンパ × みゆちゃん編】 押しに弱い女子大生w 法学部なのに股はゆるゆるw 飲ませてゴリ押し撮影会⇒ハメ撮り流出w（12月17日、黒船）
- ちはる 4 (orec462)（12月19日、俺の素人）
- かすみぃ（12月20日、シロウトHouse）
- ちはる（12月26日、J●調査隊 teamK）

- 自己紹介＆相互舌観察濃密絡み合い唾液レズ接吻（3月25日、feti072.com）共演：月下あいり
- ちはる 2（3月30日、ゲリラ）
- 腋観察・セルフ腋チェック腋舐め 宮沢ちはる（4月5日、feti072.com）
- ダブルバーチャルレズたこちゅう（4月10日、feti072.com）共演：月下あいり
- ちはる（4月13日、E★ナンパDX）
- 純朴な田舎娘にニューハーフのオチンチンを見せつけたら興味津々でオマ●コをムズムズさせていたので木陰に誘ってSEX（4月17日、パラダイステレビ）
- 美大に通うカワイイ義妹にヌードデッサンのモデルを頼まれたんだがオレのポコチンをガン見してくるので思わずギンギンになって近●相姦（5月1日、パラダイステレビ）
- ベロ観察・ベロ唾液フェチズム 宮沢ちはる（5月2日、feti072.com）
- ちぃ 4（5月7日、snipe）
- 乳首アクメレズビアン（5月16日、feti072.com）共演：月下あいり
- チハル 2 (ore658)（5月17日、俺の素人）
- 働く女性の蒸れたパンスト脚激臭嗅ぎ舐めレズ 女教師編（6月1日、feti072.com）共演：月下あいり
- ちはる（6月5日、令和えちえち中毒性）
- ビューティピュア娘中出し懇願ww エアドロップでガチナンパw 清楚ド変態娘アヘアヘ流出映像ww ゆい（6月5日、黒船）
- ちぃ 5（6月10日、snipe）
- みーぱん (szdr001)（6月16日、スマート=しろうと=フォン）
- ムッツリ本屋店員性開放、ちひろちゃんに革命を。美肌乳尻+パイパンマ●コ! 痴●されたガール!? 感度抜群の隠れスケベ女子! 窓際で恍惚潮噴射! ソファで中出しお風呂で顔射。シャワー中にもお構いなしのパコりまくりwww【しろうと変態革命10人目】 ちひろちゃん 23歳 『痴漢願望有』非日常を求めるスケベ書店員!（6月26日、SUKEKIYO）
- ダブルバーチャルレズベロキス（6月29日、feti072.com）共演：月下あいり
- ちはる 3 (scute1031)（7月18日、S-Cute）
- ちはる（7月21日、やり狂う! スケベなセフレ達）
- 唾液接吻鼻舐めレズ（7月24日、feti072.com）共演：月下あいり
- 宮沢ちはるちゃんの舌・口内自撮り（8月1日、feti072.com）
- 【フェチオナ流】初めての顔面舐め講座②（8月14日、feti072.com）共演：月下あいり
- ちはる (orec600)（8月31日、俺の素人）
- ちはる（9月1日、意識不明ちゃん）
- 【妄想再現ドラマ】私は冴えないオジサンが大好き 宮沢ちはる（9月18日、ONETIME）
- ちはる 4 (scute1046)（9月19日、S-Cute）
- ちはる（9月30日、港区女子）
- とき（10月20日、性帝サウザー）
- バーチャルベロキス 宮沢ちはる（10月20日、feti072.com）
- CHIHARU (oretd784)（10月29日、俺の素人）
- 憧憬 過去と憧れが交錯する女流作家と担当編集者のレズ恋愛 第一話（11月20日、feti072.com）共演：春原未来
- ねね (fhmd101)（11月27日、産地直送）
- マジ軟派、初撮。1561 ちはる 22歳 大学4年生 大学のリモート授業のやりにくさに悩む女子大生… 実はイケナイ恋のお悩みも? 悶々とした欲求を発散したいのか、体を触られても受け入れてしまい…? ツルスベ美尻に腰を打ち付けられ喘ぐ姿は必見!（11月29日、ナンパTV）
- ちはる (fan066)（12月3日、五反田マングース）
- ちなる 2 (fan067)（12月3日、五反田マングース）
- こはる（12月3日、五反田マングース）
- MIYAZAWA (oretd808)（12月4日、俺の素人）
- 憧憬 過去と憧れが交錯する女流作家と担当編集者のレズ恋愛 第二話（12月18日、feti072.com）共演：春原未来
- 自己紹介＆超激ベロ舐め愛・唾液飲み愛レズベロキス（12月21日、feti072.com）共演：乙アリス
- 【2020大晦日特別動画】舌と指だけでガチイキさせるまで終わらないレズ！（12月31日、feti072.com）共演：乙アリス
- 【feti072.com 2020大晦日 夜の部】一年の総括座談会（12月31日、feti072.com）共演：乙アリス

- 【2021元旦特別動画】和服美女の顔面唾液まみれ 唾痰吐き掛け接吻レズ（1月1日、feti072.com）共演：乙アリス
- パパ活アプリで見つけた感度抜群の極上素材☆おっさんチ○ポの快感に淫らにウネる変態美大生に無許可で中出し!!（1月1日、まんまんランド）
- 【しろうとハメ撮り】ちはる 20歳 敏感乳首をいじられ過ぎて昇天しちゃう女子大生とハメ撮り!（1月3日、MOON FORCE）
- ちひろ（1月6日、五反田マングース）
- 恐怖の診察 変態女医の口臭嗅がせ鼻舐めレズ（1月15日、feti072.com）共演：乙アリス
- りか & ひかり（1月18日、アイドリ）
- 憧憬 過去と憧れが交錯する女流作家と担当編集者のレズ恋愛 第三話（1月22日、feti072.com）共演：春原未来
- ノーガード無毛恥丘を鬼ピスファック!! ロリ! キャバ嬢! しかも人妻!? 酩酊状態の乳首舐め騎乗位でイキ乱れる快楽の探求者!! 精子催促するパイパン名器にがっつり中出し!! まほ（1月27日、黒船）
- T27ちゃん (shinki027)（2月5日、蜃気楼）
- 街頭シ●ウトナンパ「あなたのパイパン見せて下さい」（3）～ノリでSEXもお願い（2月12日、パラダイステレビ）
- ちはる (SRCN-063)（2月14日、素人こねくしょん）
- 憧憬 過去と憧れが交錯する女流作家と担当編集者のレズ恋愛 ドキュメントレズセックス（2月19日、feti072.com）共演：春原未来
- ちはる（3月5日、パコッター）
- ちはる 2（3月5日、パコッター）
- 【緊急生放送】美女のよだれまみれ！舌でベロベロ×唾液ビチャビチャ生放送 完全版（3月5日、パラダイステレビ）
- OLドS上司のバーチャル口臭・ベロ臭・唾液臭ミックス体感痰壺激臭レズ⑩（3月5日、feti072.com）共演：乙アリス
- ちーちゃん (orec715)（3月12日、俺の素人）
- 自己紹介＆濃密ベロ唾液舐め愛・主観見せ付けレズベロキス（3月22日、feti072.com）共演：東条蒼
- 真・最強痰唾女王『ALICE』様の痰唾溺れ責め顔面激舐めレズⅡ（3月26日、feti072.com）共演：乙アリス
- 絵里 2（4月7日、ION イイ女を寝取りたい）
- 竹内美咲（4月17日、まんまんランド）
- 汗ばんだレギンス足蒸れ臭嗅ぎ舐めレズ（4月19日、feti072.com）共演：東条蒼
- 【爆潮絶頂 × ナチュラルパイパン × 生ハメ6連発】 今宵の爆エロラリーは超がつくほど大盛況! 爆潮スマッシュが決まれば感度も上がるぅぅぅ! 触っただけでイクイク連発ウィンブルドン!! 膣内もすっごく狭くて精子を搾り取るt!! 鬼性欲で休む間も無くハメまくりグランドスラム中出し超連発!!! 【スポえろジャーニー 20人目 えりちゃん】（4月17日、Jackson）
- 【歓喜の号泣SEX】Cカップ栄養士をホテルに連れ込み!! とっておきの勝負下着で悩殺ファック!! マッチングアプリでおじさんを探すおじさん大好き美女!! 感極まって泣きながらイキまくる濃厚見つめ合い中出しSEX!! ぷりぷりの神尻を突きまくると、アイドル顔の美女が歓喜の涙を撒き散らしながらイキまくる!!!! 【性豪ギャル自宅中出し】勝負下着、見せちゃいます! vol.14 うたさん 26歳 栄養士（4月21日、DIEGO）
- 蒸れ臭MAXパンスト越しの足・股間・アナル激臭嗅ぎ舐めレズ（4月26日、feti072.com）共演：乙アリス
- ちぃちゃん（5月7日、素人ムクムク）
- 乳首アクメレズビアン（5月10日、feti072.com）共演：乙アリス
- 世界にひろげよう! なかだしの輪! AV女優口説いて中出ししちゃいました! ～宮沢ちはる～（5月20日、さんじのおかず）
- ダブルバーチャルレズベロキス ～口臭・唾掛け・マンカス付きパンツ匂い嗅がせ挑発淫語Ver.（5月28日、feti072.com）共演：東条蒼
- 酸っぱい蒸れ蒸れ激臭足裏パック汗唾液匂い嗅がせ手コキ④ 女教師編（6月1日、feti072.com）
- 生臭い口臭を堪能する 唾液まみれ鼻舐めレズ（6月11日、feti072.com）共演：東条蒼
- 大量媚●オイル塗り込みにゅるにゅる絶頂性感レズエステ⑥（6月28日、feti072.com）共演：東条蒼
- 酔淫4P!! もちもち淫尻の大潮吹き美女OL!! 飲み合いマ○コ見せ合い潮掛け合いのルール無しゴム無し潮吹きあり生挿入の入社式!? 無礼講で上司に跨り腰をフルフルぷり尻騎乗位でガチ反りリアル昇天SEXで同僚と同時昇天!! 個人面談(おかわりSEXww) でも収まらない最強ルックスド淫乱OL祭り!!みやちゃん22歳 ルックス採用したほんわか美女OL!! 会社の右も左もわからないけどフェラテクは心得ているド淫乱!!（7月10日、プレステージプレミアム）
- 変態女医・ナースの痰唾顔射唾液まみれの顔面舐めレズ（7月16日、feti072.com）共演：東条蒼
- ゆっぴー（8月13日、神級ビッチ）
- 【NTR】マゾ願望 歪んだ愛で私をイカセて…。〜大学で出会った清楚彼女が嫉妬の果てにメス堕ちして望んだ中出し性交〜 ちはる（8月31日、黒船）
- 女子校生の連続乳首責め失禁アクメレズ（9月6日、feti072.com）共演：東条蒼
- ロリ美女パイパンまんこ中出し精子流出映像!! 誘う淫尻で玩具オナニーでガクガク逝き潮吹きマンコに連続NNピストン!!（9月18日、ななせ）
- BAN覚悟の過激野外露出配信レズカップル① ～野外見せ付けレズキス（9月27日、feti072.com）共演：花井しずく
- ちはる（10月10日、ハメらんど）
- BAN覚悟の過激野外露出配信レズカップル② ～野外で互いの全裸を撮り合い・露出レズえっち（10月18日、feti072.com）共演：花井しずく
- BAN覚悟の過激野外露出配信レズカップル③ ～過激衣装で野外露出・連続絶頂イカせ合いレズ（11月8日、feti072.com）共演：花井しずく
- ちはる 1 (SACZ-095)（11月16日、アブノーマルカンパニーズ）
- ちはる 2 (SACZ-096)（11月16日、アブノーマルカンパニーズ）
- クサクサ口臭＆激臭唾液嗅がせ・バーチャル鼻舐めベロ唾液臭擦り付け手コキ（11月18日、feti072.com）
- 美人保育士を性感マッサージでとことんイカせてみた（11月26日、パラダイステレビ）
- ちはるさん 3 (orec952)（12月7日、俺の素人-Z-）
- BAN覚悟の過激野外露出配信レズカップル④ ～全裸で大はしゃぎの濃密連続絶頂野外レズセックス（12月13日、feti072.com）共演：花井しずく
- 唾液・マン汁混ぜエロクサ汁絡み付く バキバキ勃起ディルドガン突きオナニー（12月18日、feti072.com）

- あかり & ちはる (orec975)（1月4日、俺の素人-Z-）
- 野外露出調教羞恥オナニー（4月19日、feti072.com）
- T27ちゃん (shinki089)（4月29日、蜃気楼）
- 第1回 全国高等マ●コ野球拳大会完全版～アウト！セーフ！深紅の優勝パンティー目指してよよいのよい！（4月29日、パラダイステレビ）
- 【街角連れ込みナンパ＃10】マッチングアプリで出会ったSSS美女を一本釣りナンパ! 小口での締め締めフェラで我慢出来ずに暴発! どスケベ美女とお互いの全身を舐め合いながら激エロ濃密汗だくSEX!（5月4日、きゃっち）
- パンチラ絶対誘惑 OL (営業助手) ちはる（5月13日、J-MODEL）
- Mちゃん (oreco129)（8月5日、俺の素人-Z-）
- 【個人撮影】激カワセフレとラブホでコスプレSEX_2回戦連続中出し（8月8日、れいわしろうと）
- 【個人撮影】パパ活女子らしからぬ見た目の女とマッチング_フレアパンツの激レアS級美女に無断種付けSEX（8月11日、インディ）
- ちはる (sqb167)（8月19日、シロウト急便）
- 私のどこが好き?って聞くと『おま●こ』って即答する彼に毎朝クンニで起こされる舐められ同棲生活 宮沢ちはる（8月30日、ドリームチケット）
- 【中出し】厳選美少女にコスプレさせてオレの子を孕ませる! 【い●ご】 宮沢ちはる（9月14日、スコッチ）
- たった19分間2人っきりにしてみたら… 結果、3発抜かれてました 宮沢ちはる（9月16日、ドリームチケット）
- ちはる 2 (sqb172)（9月23日、シロウト急便）
- K112ちゃん & Y112ちゃん（10月7日、蜃気楼）
- Cちゃん (gerk464)（11月6日、ゲリラ）
- 【淫乱なる美少女&美女の宅のみ4P!!】【美しすぎる新卒OLのスレンダー美ボディが反って舞うW騎乗位は圧巻!!】【新人とは思えない最高級テクニックでオジサンを手玉にするエチエチテク披露】【ガチボッキ上司チ○コを生挿入!!】【お酒も精子も舐め尽くし味わい尽くしで… 個人面談(おかわりSEX!!)W収録】【グイグイ求めるスレンダー美女OL…!! 祝!! 搾精天使入社SP!!】 【はすみ / 22歳 / ルックス採用したほんわか美女OL(新卒)】【みやちゃん / 22歳 / ルックス & フェラテク採用したちっぱい美女OL(ド淫乱!!)】えちえちビッチOL2人を一挙配信SP!!（12月2日、プレステージプレミアム）
- あつまれ！ツルツルおま●こ娘！完全版～無防備で可愛らしいパイパンをみんなで鑑賞（2）（12月9日、パラダイステレビ）
- ちはるちゃん (oreco212)（12月15日、俺の素人-Z-）
- ちはる (hmdnc540)（12月16日、ハメドリネットワークSecondEdition）
- ゆの & ちはる (oreco213)（12月16日、俺の素人-Z-）
- 乳首倶楽部 乳首狂いで過剰反応、乳首で即イキ失神する小悪魔痴女参戦！ 宮沢ちはる（12月23日、BUDDHA）
- 3年H組金パツ先生 完全版～ジューン・ラブジョイが裸で教える外国人と最高に気持ちいいSEXをする方法（12月23日、パラダイステレビ）
- 【神に仕える巫女の性なるマ○コに生チン&精液奉納♪】 雑誌の企画と称し密着取材 → 知れば知るほど心も身体も癒着イチャラブ発展!! 突かれる度うねりながら本気イキッ! 高まる感情と快感に中出し懇願!! 透け透け巫女コスに着替えたっぷりオイル塗布…! 性感刺激&ハードピストンに涙浮かべガチ絶頂 → 追撃膣内射精!! 【あまちゅあハメREC＃ちあき＃巫女】（12月27日、MOON FORCE）
- 幼馴染がこんなにスケベだったなんて! ふたりっきりの誕生日パーティーで独り身同士慰め合っていたらチラリと覗く女の顔… 隠し持っていた淫尻を振り乱すドエロいピストンに今更ながら沼注意! #045 ちはる / ちっぱい幼馴染（12月30日、ドキュメントdeハメハメ）

- ちはる（2月12日、シロウト速報）
- ちはる & しょうご (oreco247)（2月20日、俺の素人-Z-）
- ちはる（3月2日、素人ムクムク-夢中-）
- ちはる（3月5日、浮遊僧）
- 宮月姉妹（3月17日、ホームメイド）
- パイパンスク水美少女が恥ずかしいリクエストにピチャピチャ応えるけしからん生放送（6）完全版（4月5日、パラダイステレビ）
- ちはる（5月3日、素人ペイペイ）
- きつねチア5人 (ちはる & まいな & つむぎ & みづき & みいろ)（5月3日、素人ペイペイ）
- ちはる先生 & みづき先生 & みいろ先生 & まいな先生 & つむぎ先生 (oreco320)（5月20日、俺の素人-Z-）
- 目が大きく聡明でとっても可愛いがなんとパイパンでモリマンのファーストクラス奥様 ちはるさん27歳（5月31日、BiBiD）
- ひかり (ad114)（6月23日、アイドリ）
- パラダイステレビ総選挙！4927本から視聴者が選んだ本当にエロいと思う動画ベスト100（7月1日、パラダイステレビ）
- 近親相姦ドラマ 禁断レシピ 複製した娘を愛でる父（7月28日、まるかあの/妄想族）
- AV女優のホントのSEX見せて下さい（9月10日、マッチングTV）
- 宮沢まどか (mywife625)（9月16日、舞ワイフ）
- ちはー & つむつむ（9月24日、いんすた）
- ちはる (instc495)（10月22日、いんすた）
- ミヤザワさん（11月1日、素人ペイペイ）
- ちはるちゃん (oreco503)（11月2日、俺の素人-Z-）
- ちー（11月12日、ぎがdeれいん）
- チャレンジ！タイマー電マ ちはる まいな（11月18日、大洋図書）
- ちぃちゃん (orex218)（11月29日、俺の素人）
- ちひろ（12月6日、ハメドリネットワークSecondEdition）
- ちはる (refuck049)（12月22日、Re:Fuck）

- ちはるちゃん (pnme180)（1月13日、亜愛安威コスプレ撮影会）
- ちはるちゃん & ふうちゃん (pnme179)（1月20日、亜愛安威コスプレ撮影会）
- ずっと片想いをしていた親友に恋人ができたので ちはる（1月27日、黒船）
- ちはるちゃん & ふうちゃん 2 (pnme184)（1月27日、亜愛安威コスプレ撮影会）
- ちはる (esdx039)（2月2日、E★素人DX）
- （仮）暗黒094さん（2月2日、暗黒）
- ガチアイドル級！本物JD21歳≪ドマゾ調教≫変態男にカメラ回されロリガキボディを連続イカセ 肉奴●懇願 つるマン中出し（2月4日、HMN WORKS）
- ちはるちゃん (oreco600)（2月6日、俺の素人-Z-）
- Y & C (oremo127)（2月6日、俺の素人-Z-）
- 最強ビッチ大集合！数珠つなぎ乱交SEXパーティーvol.57「お姉さんよりエッチな友達紹介してもらえますか」（2月8日、木曜だヨ！全員集合っ！！）
- C.M (hhl090)（2月19日、素人ホイホイLOVER）
- ちはる & ゆい（3月1日、素人ペイペイ）
- 債務者の娘T（3月5日、素人ペイペイ）
- ちはる（3月22日、ドッキング!!）
- M (spay383)（4月1日、素人ペイペイ）
- レズ旅（3）～カワイイ女子2人がマ●コを濡らしながらイチャラブする初めてのお泊り（4月1日、パラダイステレビ）
- シェリル（4月17日、濃蜜淫汁）
- YAZAWA (anks015)（4月26日、暗黒）
- ちはる（5月10日、イキガイ風俗）
- （仮）RINA (oremo188)（5月15日、俺の素人-Z-）
- ちはる & れい (spay419)（6月4日、素人ペイペイ）
- ちはる & れい (oreco762)（7月5日、俺の素人-Z-）
- ガス注入娘C & M (oremo219)（7月10日、俺の素人-Z-）
- ちはるさん（7月11日、BiBiD）

### 女性向けアダルト作品
2022年
- 誰もいないオフィスで 保志健斗 宮沢ちはる（6月15日、SILK LABO）
  - オムニバス作品『After work III アクシデントオフィス』（2024年6月6日、SILK LABO）にてDVD化。
- 暗闇では素直に 上原千明 宮沢ちはる（6月29日、SILK LABO）
  - オムニバス作品『恋するサプリ 6錠目 ～同僚のカレ～』（2024年7月11日、SILK LABO）にてDVD化。
- あなたのいいなりになりたい 上原千明 宮沢ちはる（7月6日、SILK LABO）
  - オムニバス作品『GOSSIP & SCANDAL FOCUS 002』（2023年8月10日、SILK LABO）にてDVD化。
- 恋を諦めないで 東惣介 宮沢ちはる（8月3日、SILK LABO）
- 着たままシたい。向理来 宮沢ちはる（8月10日、SILK LABO）
  - オムニバス作品『四六時中発情中 III』（2023年12月7日、SILK LABO）にてDVD化。

2023年
- お酒の力、お借りします。 大空太陽 宮沢ちはる（5月3日、SILK LABO）
- 純真無垢なJ●のパイパンマ●コにはじめての中出し ～家庭教師とエッチな特別授業～ 宮沢ちはる 東雲怜弥（12月23日、HubX）
- 引退直前の宮沢ちはるのやりたいコトを東雲怜弥が叶えてみた。演技なし! 台本なし! ありのままのイチャラブハメ撮り合いSEX（12月23日、HubX）

2024年
- 家でもオフィスでも、休む暇も無く大好きな彼氏をイチャラブメスイキ調教 もうお尻でしかイケないMケツマ〇コ化計画! 宮沢ちはる 向理来（6月15日、犬/妄想族）

### アダルトビデオ -総集編・オムニバス-
- 宮沢ちはるBEST（7月1日、GOGO!! AV）※単体ベスト
- 女の子同士で乳首を吸ったり舐めたり引張ったり摘んだり勃起させるレズ（8月1日、ゑびすさん/妄想族）
- 働く女性の蒸れたパンスト足匂い嗅ぎ舐めレズ（8月19日、ゑびすさん/妄想族）
- ダブルバーチャルレズベロキス 6（11月1日、ゑびすさん/妄想族）
- ねっちょりベロレズキス（12月1日、ゑびすさん/妄想族）

- 完全主観 バーチャル淫語ベロチュー（4月1日、ゑびすさん/妄想族）
- 口臭嗅ぎねっとり鼻舐めレズ（5月1日、ゑびすさん/妄想族）
- 感度爆上がり乳首性感レズエステ（6月1日、ゑびすさん/妄想族）
- ベロ全開唾液レズ接吻 2（7月1日、ゑびすさん/妄想族）
- 蒸れて汗ばんだレギンス臭嗅ぎ舐めレズ（7月19日、ゑびすさん/妄想族）
- 大量媚薬オイル塗り込みにゅるにゅる絶頂性感レズエステ 2（8月19日、ゑびすさん/妄想族）
- 乳首舐めレズ（9月7日、ゑびすさん/妄想族）
- 唾液交換ベロ貝合わせレズキス（9月21日、ゑびすさん/妄想族）
- 唾液・マン汁混ぜエロクサ汁絡み付く バキバキ勃起ディルドガン突きオナニー（10月5日、ゑびすさん/妄想族）
- 口臭押し潰し鼻舐めレズ（10月5日、ゑびすさん/妄想族）
- パンスト越しの足・股間・アナル蒸れ嗅ぎ舐めレズ（11月2日、ゑびすさん/妄想族）
- 神 宮沢ちはる 243分8作品5SEX!! 競泳水着からブルマやパンスト、はたまた盗撮マッサージやAV面接まで僕らが大好き宮沢ちはるちゃんの全てが詰まったコンプリート作品集!! 撮り下ろしシーンも収録!!（12月9日、親父の個撮）※単体ベスト

- 【謹賀珍年】顔面鼻舐め 唾かけ パイ投げ（1月4日、ゑびすさん/妄想族）
- 挑発レズキス見せつけ染み付きパンティ手コキ（2月1日、ゑびすさん/妄想族）
- 宮沢ちはるBEST 355分PREMIUM（2月8日、KMPVR）※単体ベスト
- 野外露出 全裸羞恥ディルドオナニー 2（4月5日、ゑびすさん/妄想族）
- 美女のベロ図鑑 20人（5月17日、ゑびすさん/妄想族）
- 汚臭足裏嗅ぎ淫語手コキ（9月6日、ゑびすさん/妄想族）

- 全裸指オナニー（1月3日、ゑびすさん/妄想族）
- オイルレズエステ（1月17日、ゑびすさん/妄想族）
- 麗しのパイパンエンジェル宮沢ちはるBest 240min.OVER SPECIAL（2月15日、ピーターズMAX）※単体ベスト
- バーチャル鼻舐め手コキ（3月21日、ゑびすさん/妄想族）
- 脚指おしゃぶりレズ（5月2日、ゑびすさん/妄想族）
- W痴女に超絶淫語で唾責めされる僕（6月6日、ゑびすさん/妄想族）
- 宮沢ちはるにエロいこと全部されたい!!（6月27日、アロマ企画）
- 淫語 唾責めバーチャルレズキス（8月15日、ゑびすさん/妄想族）
- 宮沢ちはる 未公開完全撮り下ろしSEX & スーパーベストBOX 795分 5枚組（8月22日、セレブの友）※未公開映像を収録した単体ベスト。

- バキュームベロフェラ鼻舐めレズ（1月2日、ゑびすさん/妄想族）
- 唾液汁まみれ顔面舐めレズキス（2月6日、ゑびすさん/妄想族）
- 7年間、素敵な笑顔で駆け抜けた’ちはるん’の軌跡。宮沢ちはる THE FINAL VR BEST500分（5月17日、KMPVR）※単体ベスト
- 露出狂レズカップルの野外配信（8月6日、ゑびすさん/妄想族）

- 太ディルド膣壁摩擦オナニー（1月7日、ゑびすさん/妄想族）

### イメージビデオ -DVD-
- 同級生（2018年4月13日、グラビジョン）※「浅香美里」名義
- 19歳 雪国育ちの純朴女子大生 着エロデビュー（2019年1月25日、スパイスビジュアル）※「佐々木美波」名義
- 美少女図鑑 ピクンピクン!（2019年2月28日、スパイスビジュアル）※「澤宮千春」名義
- Kusuguri Time 宮沢ちはる（2020年5月15日、スパークビジョン）
- 舌ベロのカーニバル! 宮沢ちはる（2020年5月26日、スパークビジョン）
- Wet Nude 宮沢ちはる（2020年6月26日、スパークビジョン）
- 舌ベロのカーニバル! 宮沢ちはる 2（2020年7月15日、スパークビジョン）
- Tickling X 宮沢ちはる（2020年7月26日、スパークビジョン）
- ロ●ータ 宮沢ちはる（2020年8月26日、スパークビジョン）
- Fetish Time 宮沢ちはる（2020年9月15日、スパークビジョン）
- Cos Fechi! 宮沢ちはる（2020年10月26日、スパークビジョン）
- Rezu Time 宮沢ちはる & 東風かえで（2020年10月26日、スパークビジョン）
- Hamerion 宮沢ちはる（2020年12月6日、スパークビジョン）
- 百合監督 ～女性初のイメージ監督!? 「新川ゆず」の…～ モデル：宮沢ちはる 監督：新川ゆず（2022年1月28日、スパークビジョン）
- 彼女の中身（2022年2月28日、LaVenus）※「桐原ゆあ」名義
- Fetish Time 宮沢ちはる / 竹内夏希 / 蘭々（2022年8月26日、スパークビジョン）
- Fetish Time 宮沢ちはる 月野こはる 堂本未來（2023年1月10日、スパークビジョン）
- ロ○ータ ～美○女12人のTバック～（2023年1月26日、スパークビジョン）
- 私のこと… おヘンタイだと思いますか…?（2023年7月28日、SOMEBODY）※「服部佳子」名義

### イメージビデオ -配信-
- 最後はパンツをくれるエッチなメイド☆挑発パンチラ（2018年12月7日、LOVEPOP）
- 癒し効果抜群☆チアリーダーでヘアヌード♪（2018年12月13日、LOVEPOP）
- 4K動画 ちっぱいとパンツ好きに捧ぐ☆踏み台運動（2018年12月23日、LOVEPOP）
- ちっぱいと張りのいいお尻をさらけ出して♪馬乗り編（2018年12月27日、LOVEPOP）
- 正統派セーラーに綿パンちっぱいの最強コラボ☆セーラー服（2019年1月2日、LOVEPOP）
- 白いパンツとお尻がいっぱい（2020年1月19日、LOVEPOP）
- ラブデジ15 生おっぱい露出状態でチアダンス！パイパン＆お毛毛を同時に見れちゃう！チアリーダー（2020年6月5日、LOVEPOP）
- ラブデジ15 4K動画 脱がしていじってくすぐる！野球拳（2020年6月11日、LOVEPOP）
- ラブデジ15 4K動画 ちはるんとあおたん♪仲良２人組が初めて触るお互いの体にドキドキ･･･ガールズトーク編（2020年6月17日、LOVEPOP）
- ラブデジ15 普段と立場が大逆転！かわいい生徒２人に翻弄される挑発パンチラ編（2020年6月22日、LOVEPOP）
- ラブデジ15 眼鏡女教師とかわいい生徒のただならぬ関係！明るい教室でお互いの体をじっくり触りあう！（2020年7月4日、LOVEPOP）
- 部屋着をどんどんはだけて胸やお尻やパイパンの土手…最後はお尻の大事な所まで見せちゃう☆（2021年5月14日、デジグラ）
- 4K動画 そんなに見たいんだったらお願いしなさい！スベスベ美尻をたっぷり見せてくれる！尻フェチ編（2021年5月22日、デジグラ）
- 4K動画 テカテカ光るサテンのパンツ！ぷりぷりの桃尻が揺れるパンチラダンス（2021年6月9日、デジグラ）
- 4K動画 シャンパンのお礼にパンツを見せてもらう事に！見せているうちにだんだん気持ちよくなって…挑発パンチラ編（2021年6月22日、デジグラ）
- 笑顔が可愛い優しいおねぇさんがおっぱいと股間でご奉仕？レザーワンピース（2021年7月1日、デジグラ）
- ピタッと張り付く水着！膨らみのある股間・つるつるのパイパンを堪能できる水着三昧（2021年12月22日、LOVEPOP）
- 4K動画 アンダーワールド 3アングル楽しめる！ ユーザー企画（2021年12月29日、LOVEPOP）
- 4K動画 とっても大きいものに興味津々！先輩を部室に呼び出しソーセージ舐め（2022年1月13日、LOVEPOP）
- ラブデジ15 ボディコン（2022年2月27日、LOVEPOP）
- バッ！と前が開くワンピースでセクシーに露出！本人私服（2022年6月15日、LOVEPOP）
- 【4K動画】揺れる綺麗な太もも！可愛い声と共にパンモロ満載のマット運動（2022年7月2日、LOVEPOP）

### デジタル写真集
- Tokyo-247 Girls Collection vol.008 宮沢ちはる（2019年2月5日、Big Fields Publishing）
- ロ●ータ 宮沢ちはる（2020年9月18日、スパークビジョン、撮影：SKS）
- LOVEPOP デラックス 宮沢ちはる 001（2020年9月25日、PAD）
- LOVEPOP デラックス 宮沢ちはる 002（2020年11月6日、PAD）
- CRUSE GIRL’S PhotoBook 「Quartet」（2020年12月23日、双葉社、撮影：福澤卓弥）- 芸能事務所『クルーズグループ』所属女優4人によるデジタル写真集。
- まるみえHOTEL ちはる 1（2021年9月16日、QH映像）
- まるみえHOTEL ちはる 2（2021年9月16日、QH映像）
- まるみえHOTEL ちはる 3（2021年9月16日、QH映像）
- まるみえHOTEL ちはる 4（2021年9月16日、QH映像）
- まるみえHOTEL ちはる 5（2021年9月16日、QH映像）
- まるみえHOTEL ちはる 6（2021年9月16日、QH映像）
- おやすみフィクション（2021年9月23日）
- 宮沢ちはる、貸します。（2021年12月4日、若生出版）
- LOVEPOP デラックス 宮沢ちはる 東条蒼 001（2022年3月11日、PAD）
- LOVEPOP デラックス 宮沢ちはる 東条蒼 002（2022年4月8日、PAD）
- LOVEPOP デラックス 宮沢ちはる 東条蒼 003（2022年5月11日、PAD）
- DokkiriQueen 宮沢ちはる（2023年6月1日、シーガル）
- DokkiriQueen 宮沢ちはる B（2023年11月14日、シーガル）
- 宮沢ちはる エロあまずっぱいッ! vol.1 FRIDAYデジタル写真集（2024年1月19日、講談社、撮影：早川達也）
- 宮沢ちはる エロあまずっぱいッ! vol.2 FRIDAYデジタル写真集（2024年1月19日、講談社、撮影：早川達也）
- 宮沢ちはる エロあまずっぱいッ! vol.3 オール未公開100カット超完全版 FRIDAYデジタル写真集（2024年1月19日、講談社、撮影：早川達也）
- OK？いいよ。（2024年1月28日、撮影：日暮圭介）
- THE CAMEL YOGA 〜マンスジ～ 宮沢ちはる ヌードヨガ（2024年4月17日、TROIS出版）
- デジグラ・デラックス 宮沢ちはる 003（2025年3月30日、PAD）

## 出演
- グループとしての出演については「マシュマロ3d+#出演」を参照

### ゲーム
- ゲオTVドアップ25【EYEパネル出題】二つ名は「うるうるエンジェル」（2020年10月1日、ゲオTV）[22][23][24]

### テレビ
- ビ～チ9（2021年4月、テレビ埼玉）
- 第1回全国野球拳大会 アウト!セーフ!よいのよい!（2021年8月12日、パラダイステレビ）新潟パイパン学園代表[25]
- どぶろっくと山岸逢花の ＃やらかしジャッジメント（2021年12月1日 ‐ 22日、刺激ストロングチャンネル）
- スカパー! アダルト放送大賞2022 授賞式〜スカパー! アダルトの歴史が変わる。新時代のアダルトクイーン決めちゃいますスペシャル!!〜（2022年3月15日（14日深夜）、BSスカパー!（BS241））[26]

### ウェブテレビ
- 新EXガールズオーディション（2023年1月31日 ‐ 3月25日、SPOOX EX）
- スカパー! アダルト放送大賞presents EXガールズの元気にするテレビ（2023年8月25日 - 2024年2月22日、SPOOX）[27]

### イベント
- ちはるん & あおたん生誕祭2020～無料配信だよ! 一緒にお祝いしよっ!～（2020年5月24日、レフカダ新宿）- オンライン配信イベント。番組前半は無料配信、番組後半は有料配信で行われた[28]。